# 池袋駅
池袋駅（いけぶくろえき）は、東京都豊島区にある、東日本旅客鉄道（JR東日本）・東武鉄道・西武鉄道・東京地下鉄（東京メトロ）の駅である。
東京3大副都心の一つである池袋に位置するターミナル駅。全体の1日平均の利用者数は約230万人（年間に直すと約8億4248万人）で、新宿駅、渋谷駅に次いで世界第3位の利用者数となっている。各社内の駅の中ではJR東日本は新宿駅に次ぐ第2位、東武・西武・東京メトロ（東急電鉄と共用している渋谷駅を除く）は第1位の乗客数である。
埼玉県方面の郊外のベッドタウンを結ぶJRや私鉄路線と、池袋駅から都心方面に伸びる山手線や複数の地下鉄路線が結集しており、多数の通勤・通学客が郊外から都心方面への乗り換えで当駅を利用する。その鉄道交通の利便性の高さから当駅周辺には百貨店やファッションビルといった大型商業施設、多数の飲食店が密集しており、東京でも有数の大規模な繁華街・歓楽街が形成されている。

## 乗り入れ路線
以下の4社8路線が乗り入れる巨大ターミナル駅となっている。各路線ごとに駅番号が付与されている。
- JR東日本 - スリーレターコード「IKB」
  -  山手線 - 駅番号はJY 13[1][5]。
  -  埼京線 - 駅番号はJA 12[1][5]。
  -  湘南新宿ライン - 駅番号はJS 21[1][5]。
- 東武鉄道  東上本線 - 駅番号はTJ 01[2]、当駅が起点[6]。
- 西武鉄道  池袋線 - 駅番号「SI01」[3]、当駅が起点[7]。練馬駅で分岐する豊島線の列車、西所沢駅で分岐する狭山線の列車も乗り入れるほか、特急「ちちぶ」は西武秩父線の西武秩父駅まで運行される。
- 東京メトロ
  -  丸ノ内線 - 駅番号はM 25[4]、当駅が起点。
  -  有楽町線 - 駅番号はY 09[4]。
  -  副都心線 - 駅番号はF 09[4]。

JR東日本の駅に乗り入れている路線は、線路名称上は山手線と赤羽線の2路線で、山手線を所属線としており、赤羽線は当駅が起点となっている。また、特定都区市内制度における「東京都区内」および「東京山手線内」に属している。
一般列車の運転系統としては次の3系統が停車し、旅客案内では以下の系統名称で案内されている。
- 山手線：新宿方面 - 当駅 - 田端方面の電車線を走行する、環状線としての山手線電車
- 埼京線：新宿駅方面の山手貨物線と、赤羽線とを直通運転。現在は旅客案内において「赤羽線」の呼称は使用されない。新宿駅経由でりんかい線と相鉄線、赤羽駅経由で川越線に直通する。
- 湘南新宿ライン：新宿方面 - 当駅 - 田端信号場貨物駅間の山手貨物線、田端信号場貨物駅 - 赤羽方面の東北貨物線を走行。1988年より当駅発着の東北線（現在は「宇都宮線」で案内）・高崎線列車として乗り入れを開始し、2001年より新宿駅経由で東海道線・横須賀線へ直通する現在の形態となった。

埼京線と湘南新宿ラインの当駅 - 大崎駅間は同一線路（山手貨物線）を使用し、平行ダイヤで運転される。
JRの特急列車はすべて湘南新宿ラインと同じルートを経由して当駅に乗り入れており、新宿駅起点で東北本線を経由して東武日光線へ直通する「日光」「スペーシア日光」「きぬがわ」「スペーシアきぬがわ」のほか、高崎線に直通する「あかぎ」の新宿駅発着系統が停車する。
東京メトロは丸ノ内線、有楽町線、副都心線の3路線が乗り入れている。有楽町線と副都心線の小竹向原駅・和光市駅方面の列車は東武東上線と西武有楽町線・西武池袋線と直通運転しており、副都心線の渋谷駅・横浜駅方面の列車は東急東横線とみなとみらい線と直通運転を行っている。両線は当駅以西和光市駅方面は運賃計算上同一路線扱い、新木場駅・渋谷駅方面は運賃計算上当駅で分岐する。

### 構想のある路線
- 豊島区によるグリーン大通りへのLRT（超低床式路面電車を想定）新設。
  - 2004年に「池袋副都心再生プラン」の一環として、東口から都電荒川線の雑司ヶ谷、東池袋四丁目、サンシャインシティへのルート案が発表された[8]。しかし、多額の建設費に対して2.1 kmと短い路線への需要の少なさや道路交通との兼ね合いや車両基地の問題等があり、完成時期が遅れている[9]。

## 歴史

### JR東日本

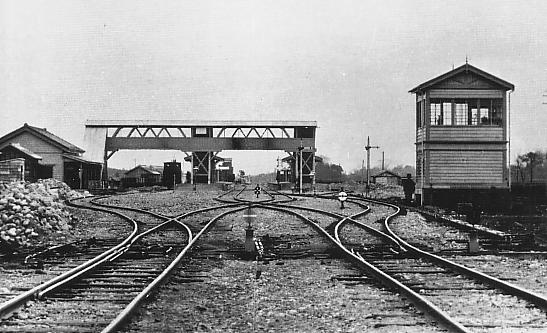
明治期の池袋駅

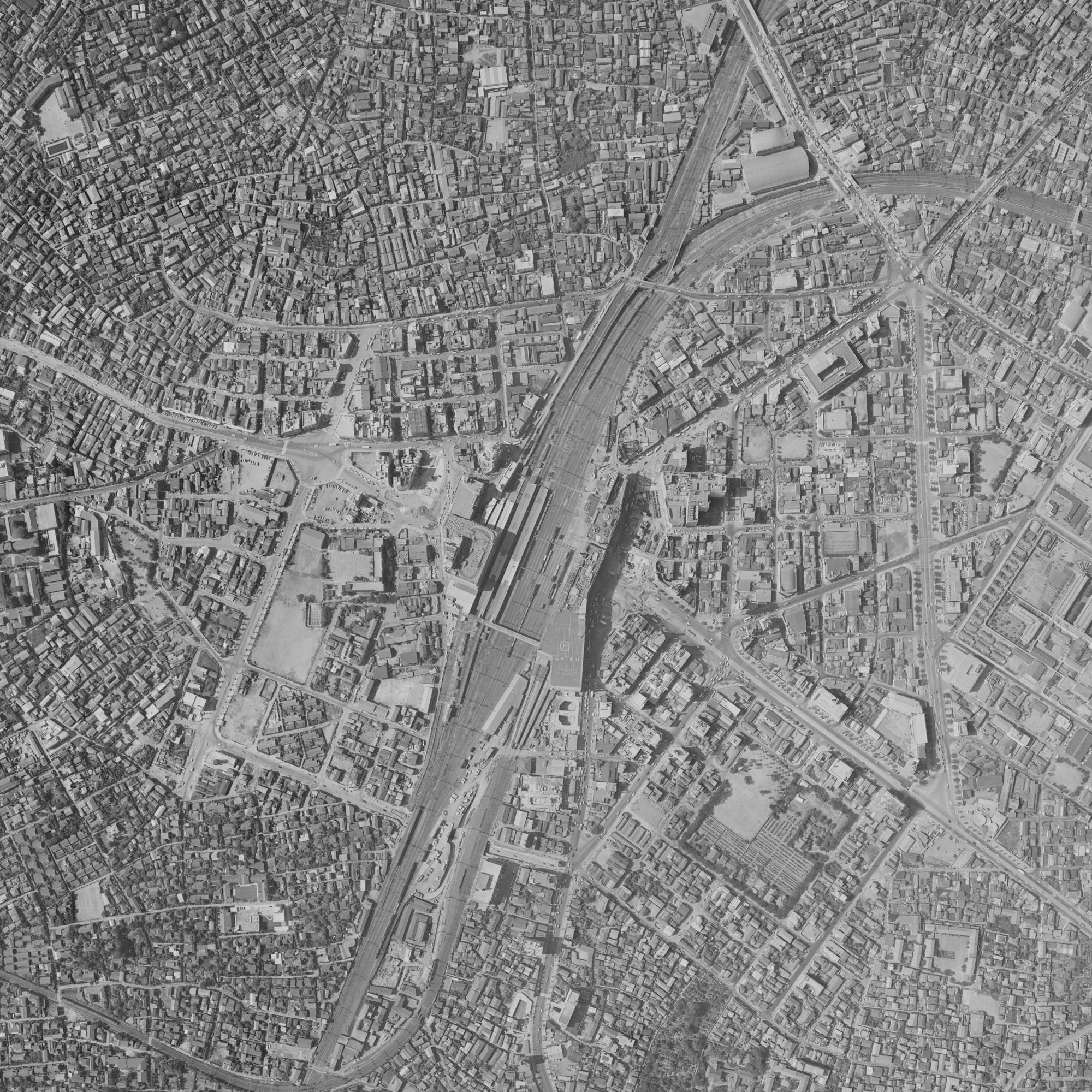
池袋駅周辺の白黒空中写真（1963年6月撮影）

1885年（明治18年）の日本鉄道品川線（山手線の前身）開業時には当地は純然たる農村部であり駅は設置されなかった。その後目白駅と田端駅を短絡する豊島線（田端 - 巣鴨 - 雑司ヶ谷〈未成〉 - 目白、開業時には山手線に編入）が計画されるが、目白駅は地形から将来的な拡張に支障が予想されたため池袋駅を設けて接続するように変更された。
- 1902年（明治35年）5月10日：日本鉄道品川線に池袋信号所が開設される[14]。
- 1903年（明治36年）4月1日：信号所が駅に昇格して池袋駅が開業[14]。旅客営業のみ[14]。同時に豊島線 当駅 - 田端間が開通。
- 1906年（明治39年）
  - 10月23日：貨物の取り扱いを開始[14]。
  - 11月1日：鉄道国有法により国有化[14]。
- 1909年（明治42年）10月12日：線路名称制定により山手線の所属となる。
- 1945年（昭和20年）4月13日：太平洋戦争中に空襲に遭い駅舎が全焼、近隣の運輸通信省（当時）池袋電車区内を含めて留置していた電車151両・客車13両・貨車123両・機関車2両が全焼。
- 1956年（昭和31年）11月18日：南側に山手線・赤羽線・東武鉄道との乗換専用跨線橋を設置[新聞 1]。
- 1957年（昭和32年）11月5日：東口に建設された民衆駅の駅務部分が完成し、使用開始[新聞 2]。
- 1971年（昭和46年）10月1日：旅行センター開業[15]。
- 1980年（昭和55年）5月20日：貨物取り扱いを廃止[14]。
- 1983年（昭和58年）10月2日：ホームを1面増設。同時にこれまで現在の8番線から発着していた赤羽線列車を増設されたホームから発着させるとともに10両編成化した。旧4番線を一旦廃止。
- 1984年（昭和59年）2月11日：東武鉄道線との連絡小荷物の取り扱いを廃止[14]。
- 1985年（昭和60年）9月30日：埼京線運転開始。
- 1987年（昭和62年）4月1日：国鉄分割民営化に伴い、東日本旅客鉄道（JR東日本）の駅（山手線所属）となる[14]。
- 1988年（昭和63年）3月13日：東北線・高崎線列車の一部の当駅への乗り入れ開始に伴いホームを1面増設。
- 1990年（平成2年）
  - この年：旧4番線を8番線として使用再開。
  - 6月23日：北口で自動改札機の供用開始[16]。
  - 11月17日：中央南口で自動改札機の供用開始[16]。
- 1991年（平成3年）
  - 1月19日：中央北口で自動改札機の供用開始[16]。
  - 3月19日：特急「成田エクスプレス」運転開始。
- 1992年（平成4年）
  - 6月1日：南口で自動改札機の供用開始[17]。
  - 6月8日：メトロポリタンプラザの開店（6月10日）に先立ち、跨線橋とメトロポリタン口を新設[新聞 3]。
- 1996年（平成8年）4月11日：7・8番線ホームで、池袋駅構内大学生殺人事件がおこる。
- 2001年（平成13年）
  - 11月18日：ICカード「Suica」の利用が可能となる[報道 1]。
  - 12月1日：湘南新宿ライン運転開始。
- 2004年（平成16年）6月6日：埼京線上り線が湘南新宿ラインをオーバーパスする工事が完成[18]。埼京線・湘南新宿ラインホームの形態を、それまでの1・2番線：湘南新宿ラインホーム、3・4番線：埼京線ホームから、1・4番線：埼京線ホーム、2・3番線：湘南新宿ラインホームに変更。同時に方向別化される。
- 2006年（平成18年）3月18日：東武日光線直通特急「（スペーシア）日光・きぬがわ」が運行開始[報道 2]。
- 2008年（平成20年）3月10日：フルカラーLED式発車標使用開始。
- 2013年（平成25年）3月2日：6・7番線（山手線）ホームでホームドアの使用を開始。
- 2019年（令和元年）
  - 9月1日：東口のびゅうプラザ池袋訪日旅行センターが西口のびゅうプラザに統合し、運営がびゅうトラベルサービスに切り替えられる[1]。
  - 9月11日：メトロポリタン改札内にて、駅ナカシェアオフィス「STATION WORK」のブース型「STATION BOOTH」が開業[注釈 2][19]。
- 2021年（令和3年）10月17日：びゅうプラザの営業を終了[20]。
- 2022年（令和4年）
  - 1月1日：メトロポリタン改札での対応を終日「お客様サポートコールシステム」に変更[21]。
  - 3月12日：成田エクスプレスの乗り入れを終了。踊り子は土休日のみ乗り入れに変更。
- 2023年（令和5年）6月30日：南みどりの窓口の営業を終了[22]。
- 2024年（令和6年）3月1日：山手線ホームの発車メロディを近隣に本社・本店があるビックカメラのテーマソングに変更。ビックカメラがJR東日本に打診したことで実現した[新聞 4]。当日はメトロポリタン口で記念式典を開催、秋保徹ビックカメラ社長をはじめ、一日駅長を務めた上野由岐子（ビックカメラ高崎ビークイーン所属ソフトボール選手）、テーマソングを歌うKanako（歌手）が出席した[23]。
- 2025年（令和7年）度：5・8番線（山手線）ホームでスマートホームドアの使用を開始（予定）[報道 5]。

### 東武鉄道

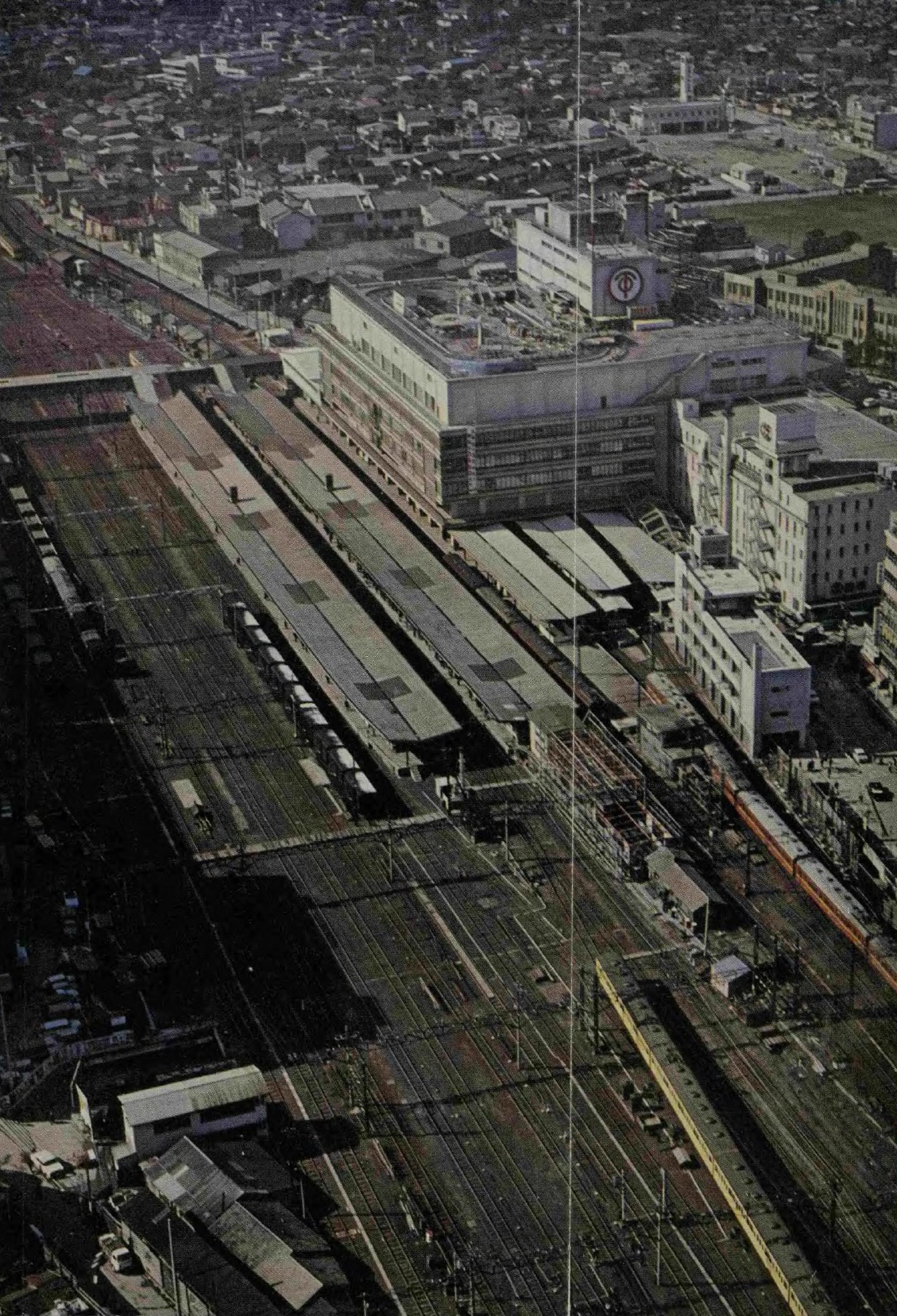
東武百貨店と東武池袋駅付近（1964年ごろ）

- 1914年（大正3年）5月1日：東上鉄道線（現：東武東上本線）の駅が開業[24]。
- 1962年（昭和37年）5月29日：駅上に東武百貨店が開店。
- 1983年（昭和58年）8月22日：国鉄のホーム新設に伴い5 - 9番線だった発車番線を1 - 5番線に変更[25]。
- 1992年（平成4年）6月：東武百貨店の増床とメトロポリタンプラザの開店に伴い改装工事が完了。同時に現在のメトロポリタンプラザの敷地にある引き上げ線を廃止。発車メロディを導入。
- 2007年（平成19年）3月18日：ICカード「PASMO」の利用が可能となる[報道 6]。
- 2008年（平成20年）6月14日：座席定員制列車「TJライナー」運転開始[報道 7]。同時に5番線をTJライナーのりばとしても使用開始。発車メロディを変更。
- 2011年（平成23年）3月12日：当駅を経由する二区間定期券の販売が開始される。
- 2015年（平成27年）6月14日：発車メロディをクラシック音楽に変更[報道 8]。
- 2018年（平成30年）4月21日：1番線でホームドアの使用を開始[報道 9]。
- 2019年（平成31年・令和元年）
  - 3月2日：2・3番線でホームドアの使用を開始[報道 10]。
  - 3月22日：「北口」「南口」を「西口（北・南）」に変更[26]。
  - 12月21日：4番線でホームドアの使用を開始[報道 11]。

### 西武鉄道

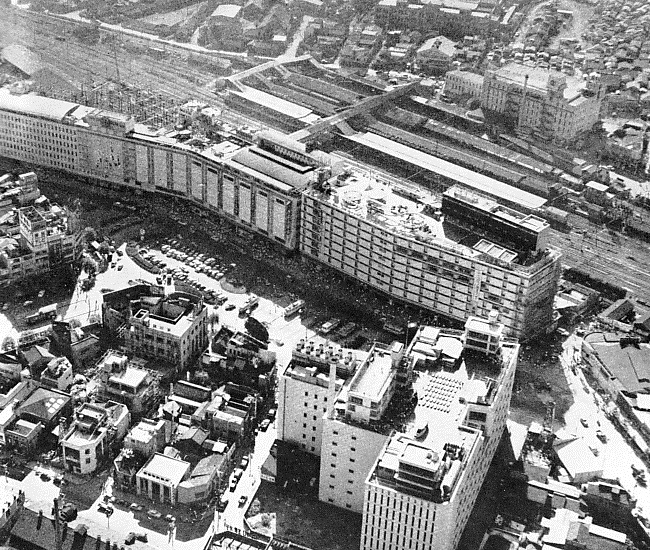
1960年頃の池袋駅

- 1915年（大正4年）4月15日：武蔵野鉄道線の駅として開業。
- 1922年（大正11年）：直流電化（1,500 V）に伴う設備整備。
- 1935年（昭和10年）：京濱デパート池袋分店、菊屋デパート開業（1940年より武蔵野デパート）。
- 1945年（昭和20年）4月13日：太平洋戦争の空襲により駅舎が焼失。
- 1949年（昭和25年）：武蔵野デパートを改称して西武百貨店（現：西武池袋本店）が木造モルタル2階建てでオープン。その後、1960年代前半までに増築を行う。
- 1963年（昭和38年）11月1日：私鉄初の10両編成運転開始に伴い、7番ホームを北へ34m伸ばす[27]。
- 1964年（昭和39年）：池袋ショッピングパーク (ISP) 開業（従来の地下駐車場を改装）。
- 1969年（昭和44年）：特急「レッドアロー」の運行および国鉄との貨物受け渡し開始。
- 1974年（昭和49年）：地下連絡通路が開通（それまでは跨線橋を使用）。
- 1976年（昭和51年）：新秋津 - 所沢間の国鉄武蔵野線連絡線開設により当駅での国鉄との貨物受け渡しを廃止。連絡線の名残りは側線となり、現在は電留線として使用されている。
- 1980年（昭和55年）：駅舎改良竣工。
- 1994年（平成6年）：特急ホームの改装工事が竣工。
- 1997年（平成9年）3月26日：西武南口が開業[28][29]。
- 1998年（平成10年）3月26日：1番ホームの西武百貨店への改札口を廃止、それまで臨時改札口だった西武南口が開業。
- 2001年（平成13年）：バリアフリー化工事開始。
- 2004年（平成16年）：椎名町寄りのホームの屋根をひばりヶ丘駅と同じドーム式のものへ改装する工事を開始。
- 2005年（平成17年）12月1日：1・2番ホームの有効長を延伸し10両編成へ対応（使用は2006年3月のダイヤ改正以降）。
- 2007年（平成19年）3月18日：ICカード「PASMO」の利用が可能となる[報道 6]。
- 2010年（平成22年）4月1日：当駅を経由する特殊連絡定期券「だぶるーと」の販売が開始される。
- 2016年（平成28年）3月5日：2番ホームにホームドア設置、稼働開始。
- 2017年（平成29年）度：1・7番ホームを除く全ホームにホームドア設置、稼働開始[報道 12]。
- 2019年（平成31年）3月25日：駅南側の線路上に西武ホールディングスの本社ビル・ダイヤゲート池袋が竣工[報道 13]。
- 2023年（令和5年）4月25日：としまえん跡地に開業予定の「ワーナー ブラザース スタジオツアー東京 – メイキング・オブ・ハリーポッター」のオープンに合わせて、1・2番線ホームがキングス・クロス駅を参考に壁面をレンガ調にするなど英国風デザインにリニューアル[報道 14][新聞 5]。

### 東京メトロ
- 1954年（昭和29年）1月20日：営団地下鉄丸ノ内線の駅が開業。当初は現在の渡り線の位置にあった仮設ホームで営業していた。
- 1960年（昭和35年）11月6日：現在の丸ノ内線ホームが開業（公式サイトでは「池袋本駅」と記載[30]。これにより営業キロを0.2 km延伸[31]。
- 1974年（昭和49年）10月30日：営団地下鉄有楽町線の駅が開業[32]。自動改札機が設置される。ただし、一部駅施設の完成が遅れており、当初はホーム中央部から銀座一丁目寄りまでの仮施設（半分の長さのホーム）で営業していた[33][34]。
- 1976年（昭和51年）
  - 6月22日：丸ノ内線で駅冷房を開始[新聞 6]。
  - 8月20日：有楽町線池袋駅本ホームが完成[35]。先行して、同年6月には地下1階コンコース部分が完成していた[33][34]。
- 1994年（平成6年）12月7日：営団地下鉄有楽町線新線の駅が開業。当時は新線池袋駅として案内され[注釈 3]、方向幕や案内板では「新線池袋（NEW LINE IKEBUKURO）」または「池袋（新線） （IKEBUKURO(NEW LINE)）」の2種類が混在していたほか、西武鉄道の一部案内板では英字に「Shinsen-Ikebukuro」と表示されていた。
- 1999年（平成11年）5月3日：女性駅職員の深夜勤務を営団で初めて実施（後楽園駅・四ツ谷駅と同時）[報道 15]。
- 2004年（平成16年）4月1日：帝都高速度交通営団（営団地下鉄）民営化に伴い、当駅は東京地下鉄（東京メトロ）に継承される[報道 16]。
- 2006年（平成18年）：丸ノ内線の駅にてホームドア稼働開始。
- 2007年（平成19年）3月18日：ICカード「PASMO」の利用が可能となる[報道 6]。
- 2008年（平成20年）
  - 4月1日：新線池袋駅にてホームドア稼働開始。
  - 6月14日：副都心線開業[報道 17]。これに伴い、新線池袋駅の呼称を「池袋駅」に変更。
- 2009年（平成21年）
  - 3月26日：駅ナカ商業施設「エチカ池袋」開業[報道 18]。
  - 11月27日：商業施設「エソラ池袋」開業[報道 19]。「エチカ池袋」が拡大オープン。
- 2011年（平成23年）
  - 1月22日：有楽町線ホームにてホームドアの使用を開始[報道 20]。
  - 2月25日：有楽町線ホームにて発車メロディの使用を開始[報道 21]。
- 2024年（令和6年）4月26日：丸ノ内線の定期券うりばの営業を終了[36]。

## 駅構造
線路が南北方向に通っているのは、東側から順に西武池袋線、JR山手貨物線（旅客案内上は湘南新宿ライン）、JR赤羽線（旅客案内上は埼京線）、JR山手線、東武東上線である。これらのホームの東側に西武池袋本店・パルコ・無印良品・ビックカメラ池袋本店が、そして西側に東武百貨店とメトロポリタンプラザ（ルミネ池袋）がある。ここから東側に伸びているのが東京メトロ丸ノ内線、これにクロスする形で線路が東西方向に延びているのは東京メトロ有楽町線・副都心線である。これらの駅構造物と各百貨店および東西の商店街・文化施設は地下の構内自由通路によって結ばれている。なお、駅の北側にも地下通路が設置されている。

### JR東日本
島式ホーム4面8線を有する地上駅。
山手線・埼京線・湘南新宿ラインの3路線が乗り入れており、東側の2面4線を埼京線・湘南新宿ラインに、西側の2面4線を山手線にそれぞれ割り当てている。なお、東武線直通特急「スペーシア日光」「きぬがわ」は湘南新宿ラインのホームから発着する。埼京線・湘南新宿ラインは方面別に同一ホームにあり、利用者はどちらかの線区の車両で先に出発する列車を選んで乗車することができる。
1980年代以降、乗り入れ路線の増加と運行区間の拡充に合わせて、ホームの増設や配線の変更を繰り返してきた。詳細は「日本鉄道・国鉄・JR線ホームの変遷」の項を参照。
改札は5か所あり、北・中央2・中央1・南の各改札は当駅を東西に結ぶ3本の地下道と直結している。メトロポリタン改札は目白寄りの跨線橋に併設されているが、西口（東武東上線側）のみにつながっており、東口（西武池袋線側）にはアクセスできない。
ホームと改札階を結ぶエスカレーターとエレベーターは中央1 - 南改札内にある。
直営駅で、池袋営業統括センター所在駅。ただし、メトロポリタン改札にはお客さまサポートコールシステムが導入されており、終日インターホンによる案内となる。管理駅として目白駅を管理下に置く。また、管内には直営駅の巣鴨駅と板橋駅がある。

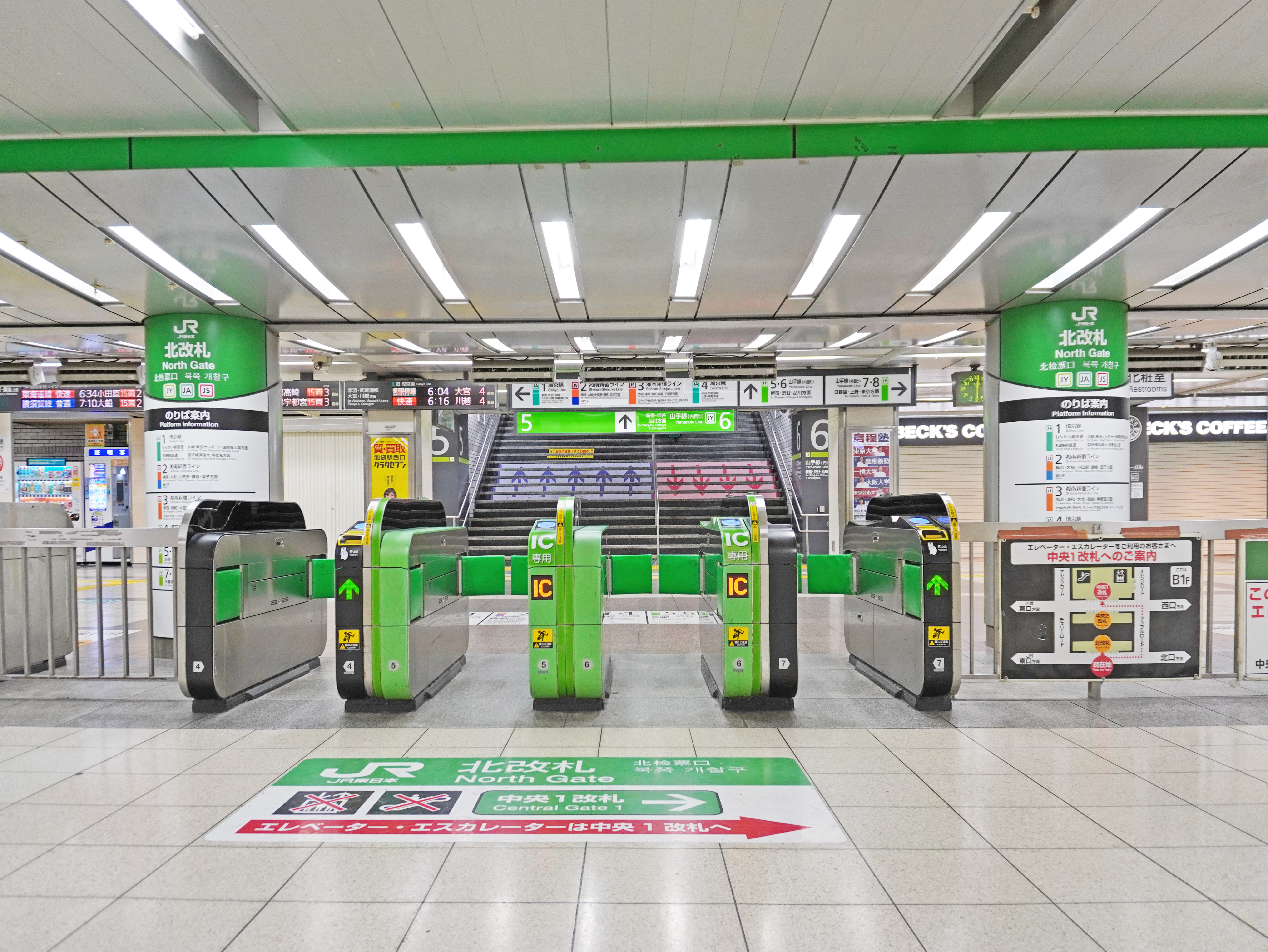
北改札（2022年12月）
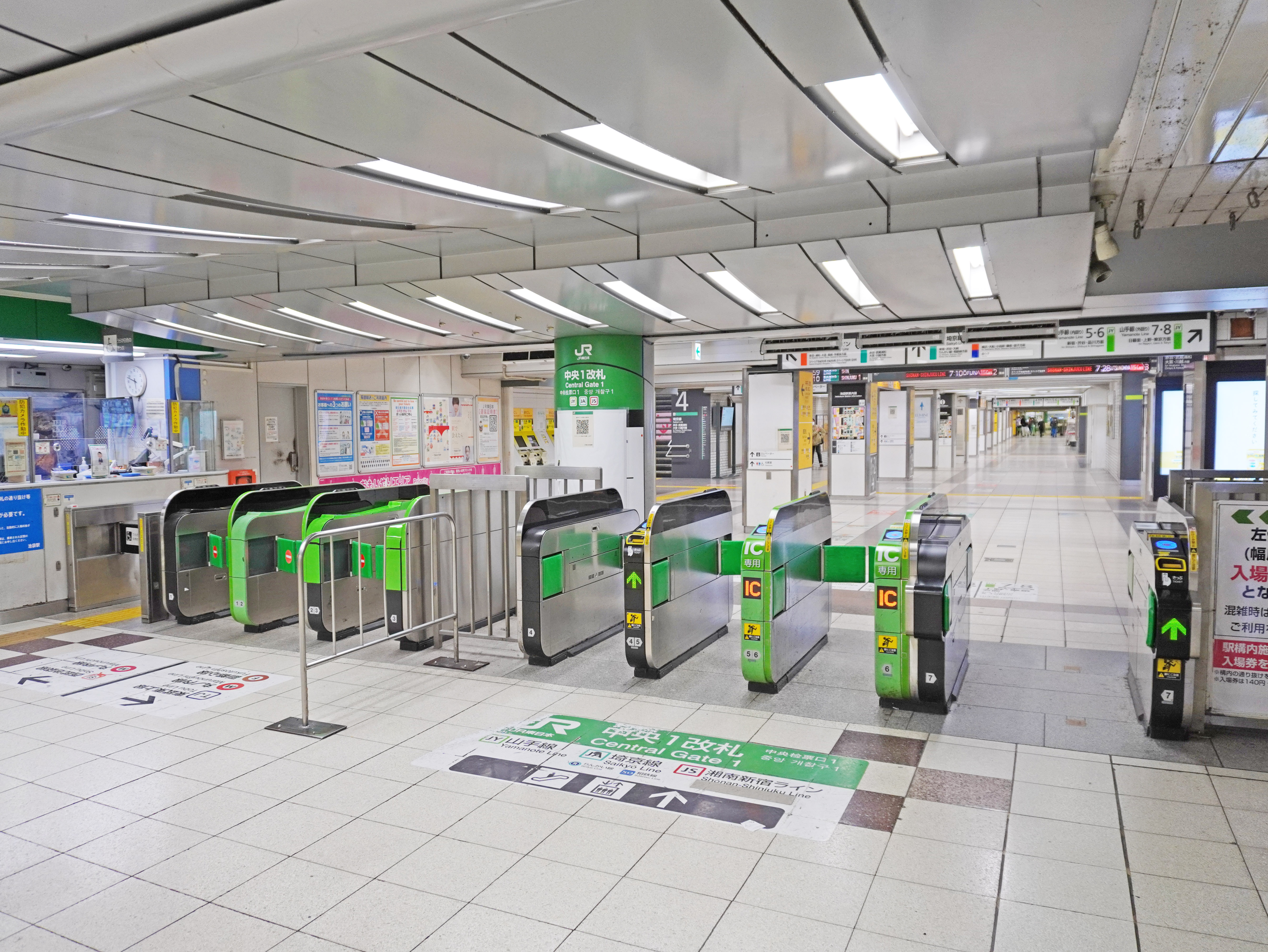
中央1改札（2022年12月）
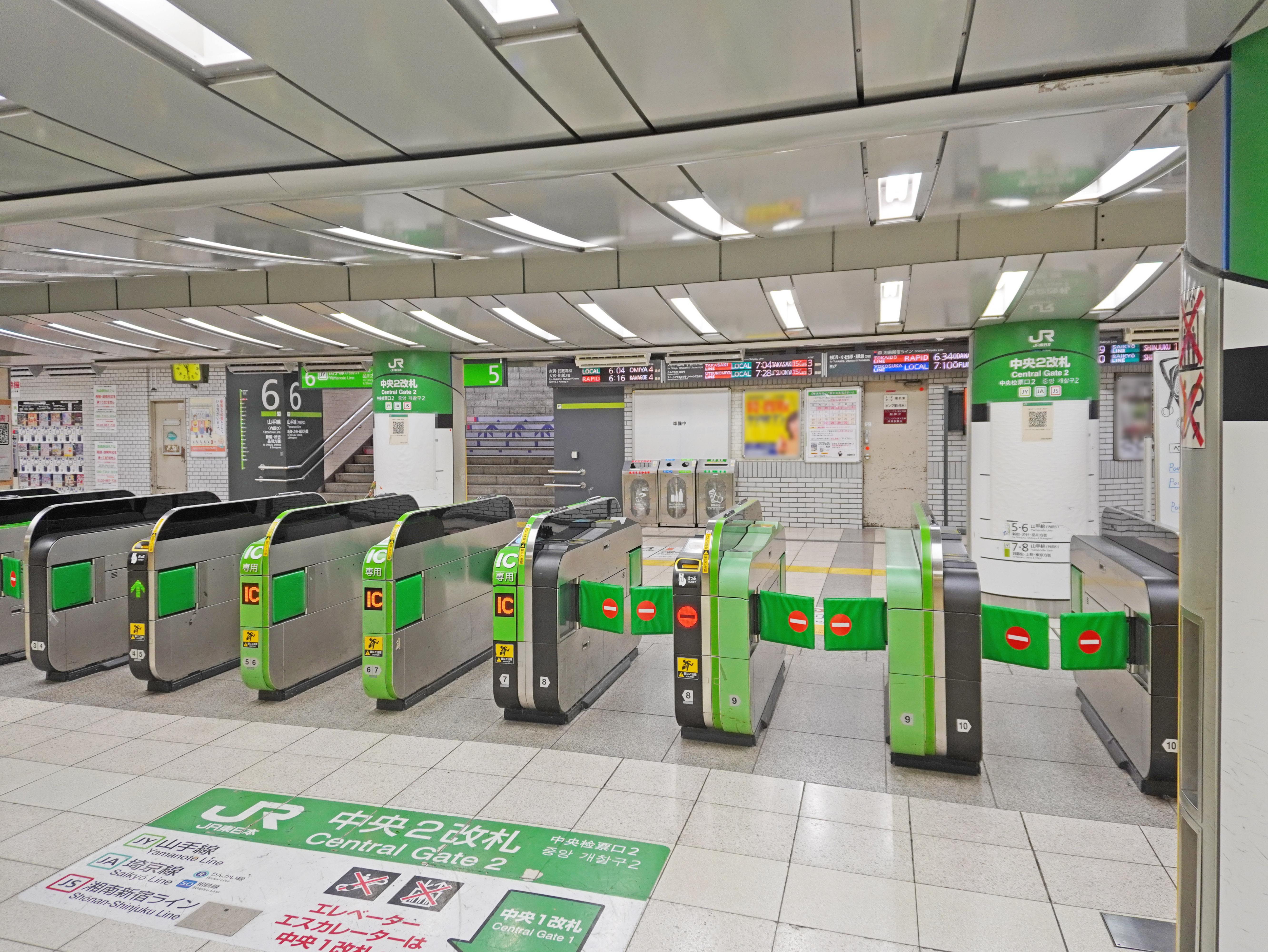
中央2改札（2022年12月）
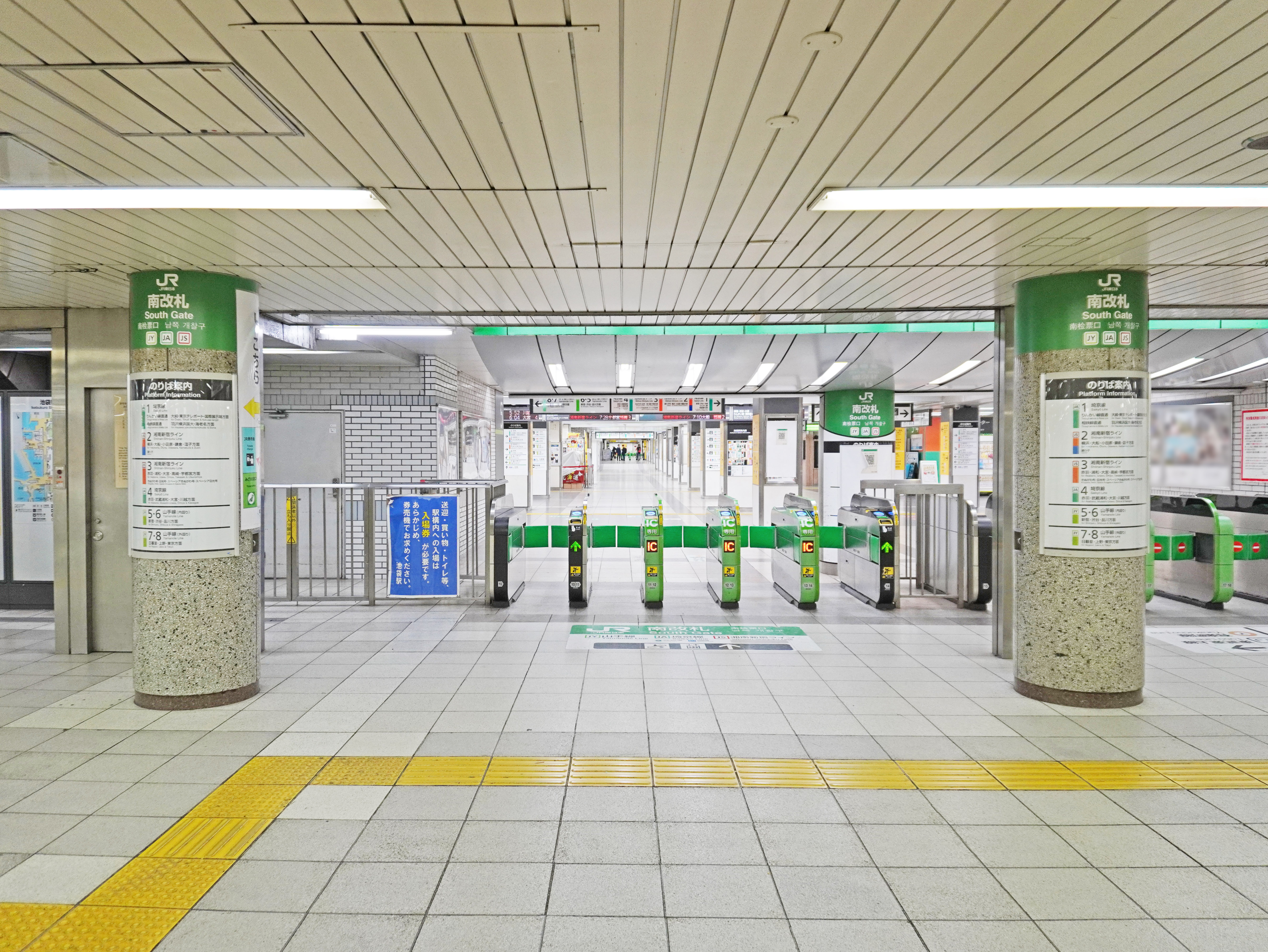
南改札（2022年12月）
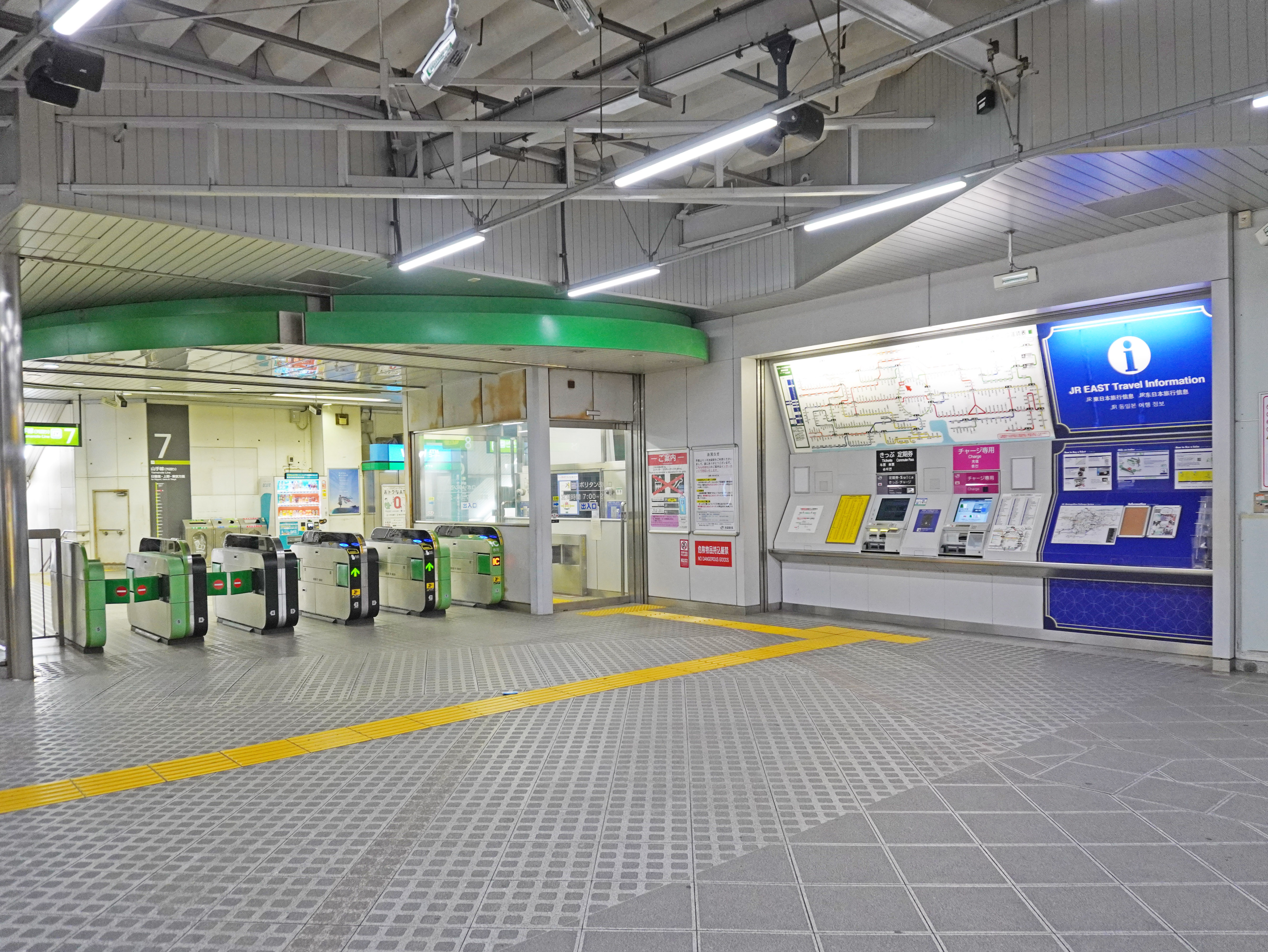
メトロポリタン改札（2022年11月）

#### のりば
| 番線 | 路線           | 方向   | 行先                                     | 備考                  |
| ---- | -------------- | ------ | ---------------------------------------- | --------------------- |
| 1    | 埼京線         | 南行   | 新宿・渋谷・大崎・りんかい線・相鉄線方面 | 始発の一部は2番線発着 |
| 1    | 埼京線         | 上り   | 新宿・渋谷・大崎・りんかい線・相鉄線方面 | 始発の一部は2番線発着 |
| 2    | 湘南新宿ライン | 南行   | 横浜・小田原・鎌倉方面                   |                       |
| 3    | 湘南新宿ライン | 北行   | 大宮・宇都宮・高崎方面                   |                       |
| 4    | 埼京線         | 北行   | 赤羽・武蔵浦和・大宮・川越方面           | 始発の一部は3番線発着 |
| 4    | 埼京線         | 下り   | 赤羽・武蔵浦和・大宮・川越方面           | 始発の一部は3番線発着 |
| 5    | 山手線         | 内回り | 新宿・渋谷・品川方面                     | 始発・終着用          |
| 6    | 山手線         | 内回り | 新宿・渋谷・品川方面                     | ホームドア設置        |
| 7    | 山手線         | 外回り | 田端・上野・東京方面                     | ホームドア設置        |
| 8    | 山手線         | 外回り | 田端・上野・東京方面                     | 始発・終着用          |

（出典：JR東日本:駅構内図）

##### その他
方面案内にない列車はそれぞれ以下のホームより発着する。
| 番線 | 路線                              | 方向                             | 備考               |
| ---- | --------------------------------- | -------------------------------- | ------------------ |
| 2    | 埼京線                            | 新宿・渋谷・大崎・りんかい線方面 | 当駅始発の一部列車 |
| 3    | 埼京線                            | 赤羽・武蔵浦和・大宮・川越方面   | 当駅始発の一部列車 |
| 3    | □特急「スペーシア日光・きぬがわ」 | 東武日光・鬼怒川温泉方面         |                    |

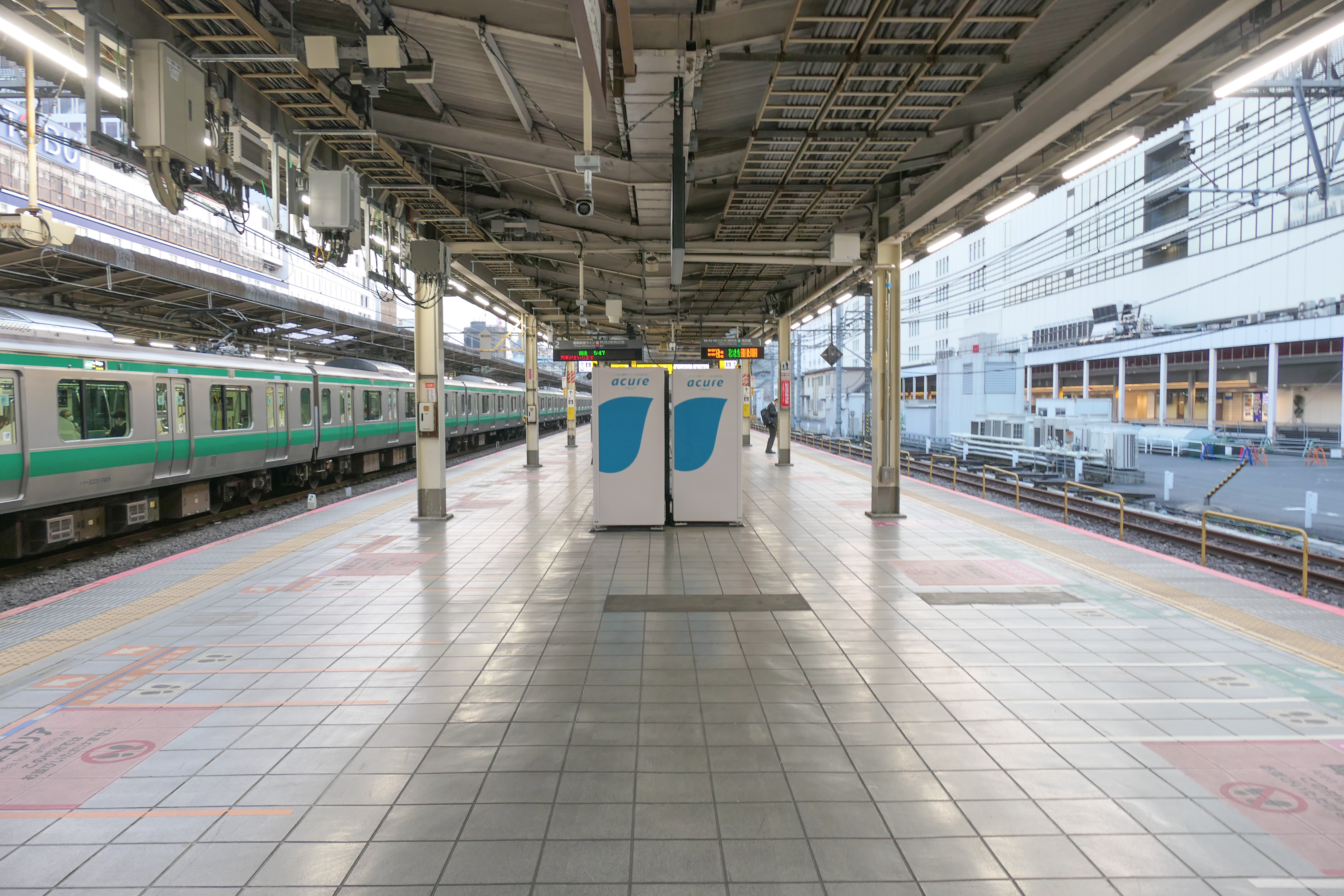
1・2番線ホーム（2022年4月）
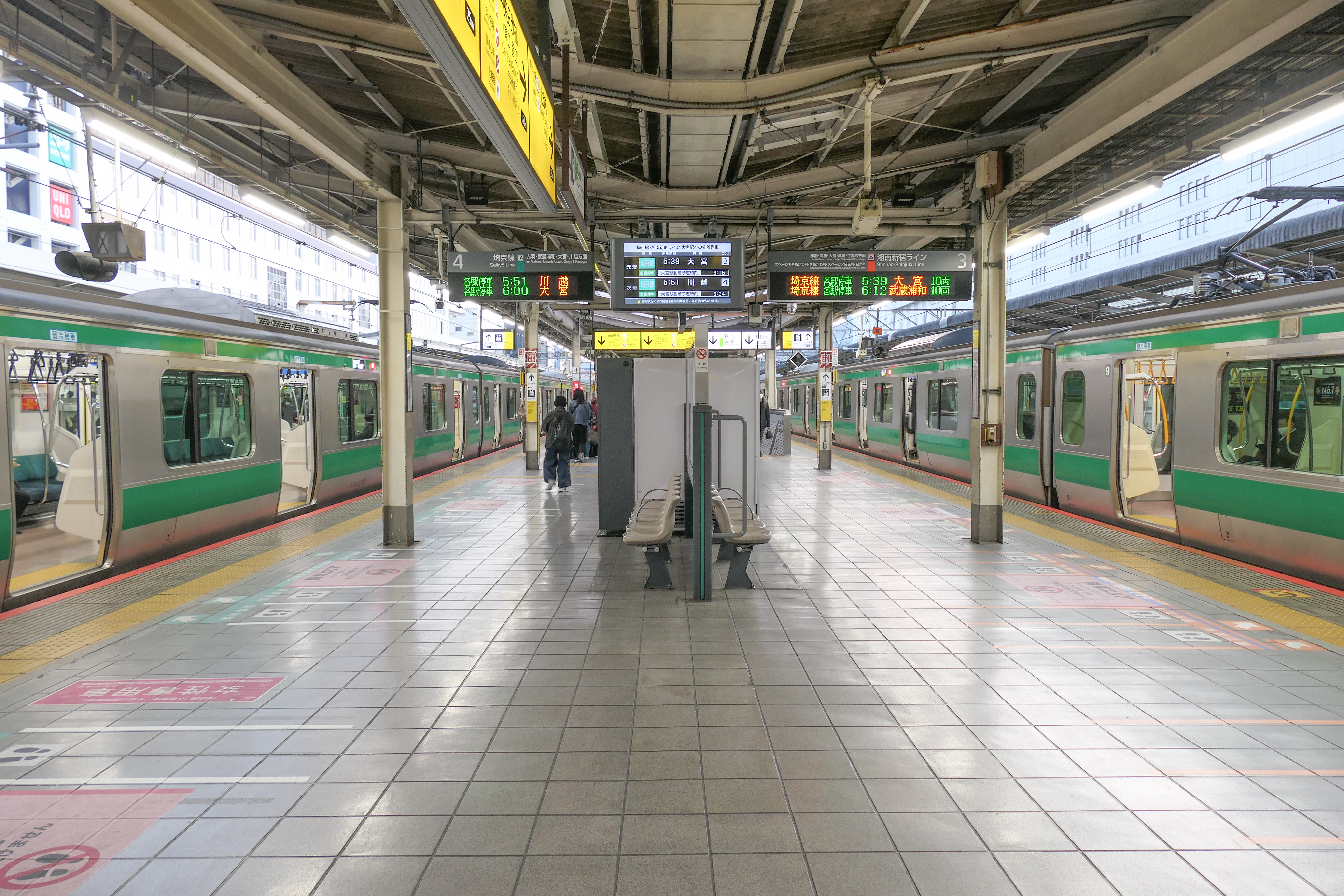
3・4番線ホーム（2022年4月）
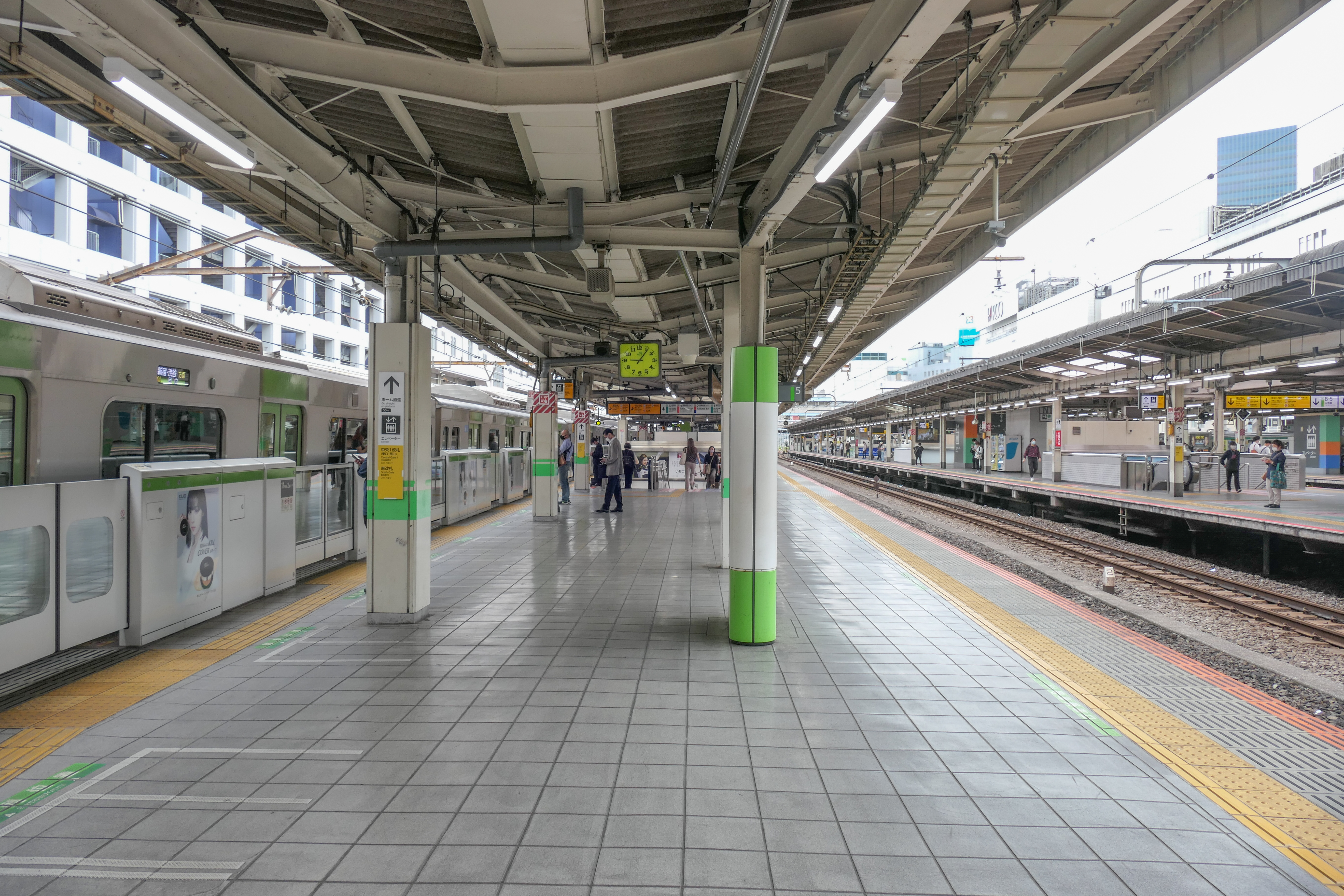
5・6番線ホーム（2022年6月）
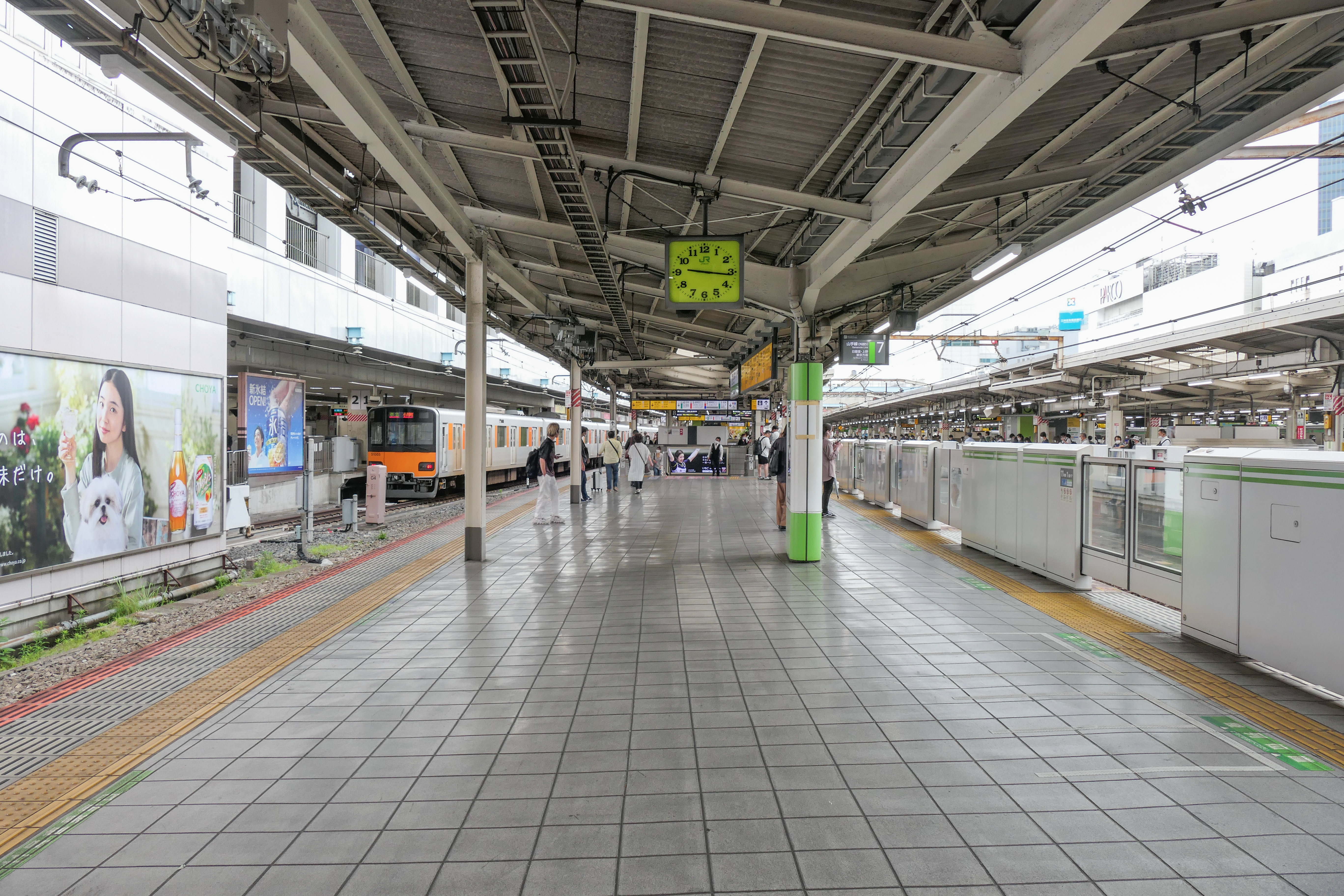
7・8番線ホーム（2022年6月）

##### 備考
- 埼京線の当駅始発新宿方面行の列車は、以前池袋運転区への配線の関係上2番線から発車していたが、2008年3月15日のダイヤ改正で1番線から発車することが多くなっている。
- 埼京線新宿止まりの列車で、新宿駅では下り電車専用ホームへ到着となり、また後続が大崎・新木場・海老名方面へ行く電車と湘南新宿ラインの列車である場合は、終点の新宿駅で階段・エスカレーター・エレベーターなどの移動を伴うため、当駅で乗換えを促す車内放送を流す場合がある。
- 板橋および池袋運転区方面へは、埼京線・湘南新宿ライン上下線（1 - 4番線）と山手線副本線（5・8番線）からつながっており、大塚方面へは湘南新宿ライン上下線（2・3番線）と山手線（5 - 8番線）からつながっている。
- 4番線と5番線の間には、ホーム目白寄りに渡り線が設置されている。
- 山手線の目白寄りには留置線が1本あり、留置線からは山手線ホームのどの番線にも入線できる。また大塚寄りにも留置線があり、かつては2本あって5 - 7番線から入線できたが、現在は1本となり、5番線からしか入線できない。
- 当駅には、湘南新宿ライン運転開始前から宇都宮線（東北本線）、高崎線・上越線方面行の優等・普通列車が乗り入れていたため、慣習的に湘南新宿ラインの宇都宮線・高崎線直通列車の案内から「湘南新宿ライン」を省略することがある。以前は、接近放送では「湘南新宿ライン」が省かれていたものの、発車メロディスイッチを切った際の放送では「3番線の湘南新宿ライン、ドアが閉まります」であった。また、2020年1月まで構内のごく一部（3番線新宿寄りのメトロポリタン口方面の乗換案内など）に「2番線 宇都宮線（東北線）・高崎線 新宿・横浜・大船・小田原・逗子方面（湘南新宿ライン）」という案内が残っていたが、案内板のLED化に伴い消滅した。
- 以前は、山手線の車内LCDによる乗り換え案内で、東海道線・横須賀線直通列車を「東海道線・横須賀線直通列車（湘南新宿ライン）」、宇都宮線・高崎線直通列車を「宇都宮線・高崎線直通列車（湘南新宿ライン）」として案内していたが、2008年3月15日のダイヤ改正から「湘南新宿ライン」という表記に統一された。
- 2008年3月10日から、1・2番線の発車案内標に新宿駅に先着する列車を、3・4番線の発車案内標に大宮駅に先着する列車を表示するようになった。同時に駅構内の発車案内標もフルカラーLEDを用いた機種への交換が行われた。2012年5月より「湘南新宿ライン」の表記部分がオレンジ色となった（行先・時刻は白色）。
- 山手線では現在、全30駅にホームドアを設置する計画が進行中である。大規模駅改良工事を予定している新宿駅・東京駅・品川駅などの主要駅や、新橋駅・浜松町駅は対象外となっているのに対し[注釈 5]、当駅は大規模改良工事の予定がないことから、2013年1月中旬に6・7番線側のみホームドアが設置され、同年3月2日の初電より稼動した。5・8番線は発車本数が少ないことからこの時点では対象外となったが、2025年度にスマートホームドアの設置が予定されている[報道 5]。
- 埼京線と湘南新宿ラインは、ATOS放送への切り替え当初から常磐線タイプを使用。初期に導入された山手線も2013年秋に5 - 8番線のATOSプログラム更新が行われ、JR線では全8ホームが新しい放送内容となっている。
- 1・2番線では、駅員放送中もATOS放送の音量は下がるものの、途切れない仕様となっている。
- 埼京線は湘南新宿ラインの2・3番線を利用できるが、1・4番線に15両編成が入線できないため、逆は原則不可となっている（1・4番線 - 湘南新宿ライン赤羽方面間の行き来は配線上からも不能）。1番線はかつては湘南新宿ラインホームだったため、ホームそのもののは15両分あるものの新宿寄りは柵が埋め込まれる形で使用停止となっている。3番線はかつて埼京線ホームだったのを15両編成が入線できるように延伸した一方で、4番線側は対応せずに、線路と3番線ホームとの間は壁で仕切られている。またこの関係で4番線への線路は3番線への線路と分岐する新宿方のポイントから10両分程度の余裕があり、4番線側で急病人救護など突発的な事情で信号待ちが発生すると、入線待ち中に3番線に入線する後続の湘南新宿ラインに抜かれることが稀にある。

##### 配線図
| ← 新宿・渋谷・ 大崎・品川・ 横浜・逗子 方面 | 東日本旅客鉄道（JR東日本） 池袋駅 鉄道配線略図 | → 赤羽・大宮・ 川越 方面 |
| | ↓ 上野・大宮・宇都宮 ・高崎 方面               |                          |
| 凡例 出典: * 以下を参考に作成。 ** 祖田圭介、「特集 - 山手線電車100周年」、交友社、『鉄道ファン』、第50巻2号（通巻第586号） 2010年2月号、 40頁、「図23 池袋駅の配線」 ** JR東日本公式サイト・駅構内図（池袋駅） ※ 入線方向は営業上一般的なものを示した。 |                                                |                          |

#### 日本鉄道・国鉄・JR線ホームの変遷
1983年頃から2004年までに、当駅のホームの使用状況が著しく変化した。ここで開業から現在までの経過をまとめる。
| 時期     | 第1ホーム | 第2ホーム                                                                                    | 第3ホーム                                               | 第4ホーム                                                                    |
| -------- | --- | -------------------------------------------------------------------------------------------- | ------------------------------------------------------- | ---------------------------------------------------------------------------- |
| 1903年 - | 未設置 | 未設置                                                                                       | - 1番線 ■豊島線 上り（品川線直通） - 2番線 ■豊島線 下り | - 3番線 ■品川線 上り - 4番線 ■品川線 下り                                    |
| 1909年 - | 未設置 | 未設置                                                                                       | - 1・2番線 ■山手線 上り 新宿方面（旧:品川線 内回り）    | - 3・4番線 ■山手線 下り 田端方面（旧:豊島線 外回り）・ 赤羽方面（旧:品川線） |
| 1972年 - | 未設置 | 未設置                                                                                       | - 1・2番線 ■山手線 内回り                               | - 3・4番線 ■山手線 外回り ■赤羽線                                            |
| 1983年 - | 未設置 | - 1・2番線 ■赤羽線                                                                           | - 3・4番線 ■山手線 内回り                               | - 5番線 ■山手線 外回り - 6番線 使用停止                                      |
| 1986年 - | 未設置 | - 1・2番線 ■埼京線                                                                           | - 3・4番線 ■山手線 内回り                               | - 5番線 ■山手線 外回り - 6番線 使用停止                                      |
| 1988年 - | - 1・2番線 ■東北線 下り ■高崎線 下り                                                                                              | - 3番線 ■埼京線 南行（上り） - 4番線 ■埼京線 北行（下り）                                    | - 5・6番線 ■山手線 内回り                               | - 7番線 ■山手線 外回り - 8番線 使用停止                                      |
| 1990年 - | - 1・2番線 ■宇都宮線 下り ■高崎線 下り                                                                                            | - 3番線 ■埼京線 南行（上り） - 4番線 ■埼京線 北行（下り）                                    | - 5・6番線 ■山手線 内回り                               | - 7・8番線 ■山手線 外回り                                                    |
| 1997年 - | - 1番線 ■宇都宮線 上り ■高崎線 上り - 2番線 ■宇都宮線 下り ■高崎線 下り                                                           | - 3番線 ■埼京線 南行（上り） - 4番線 ■埼京線 北行（下り）                                    | - 5・6番線 ■山手線 内回り                               | - 7・8番線 ■山手線 外回り                                                    |
| 2001年 - | - 1番線 ■湘南新宿ライン 横須賀線直通 ■湘南新宿ライン 東海道線直通 - 2番線 ■湘南新宿ライン 宇都宮線直通 ■湘南新宿ライン 高崎線直通 | - 3番線 ■埼京線 南行（上り） - 4番線 ■埼京線 北行（下り）                                    | - 5・6番線 ■山手線 内回り                               | - 7・8番線 ■山手線 外回り                                                    |
| 2002年 - | - 1番線 ■湘南新宿ライン 横須賀線直通 ■湘南新宿ライン 東海道線直通 - 2番線 ■湘南新宿ライン 宇都宮線直通 ■湘南新宿ライン 高崎線直通 | - 3番線 ■埼京線 南行（上り） - 4番線 ■埼京線 北行（下り）                                    | - 5・6番線 ■山手線 内回り                               | - 7・8番線 ■山手線 外回り                                                    |
| 2004年 - | 立体交差化工事 完成 | 立体交差化工事 完成                                                                          | - 5・6番線 ■山手線 内回り                               | - 7・8番線 ■山手線 外回り                                                    |
| 2004年 - | - 1番線 ■埼京線 南行（上り） - 2番線 ■湘南新宿ライン 横須賀線直通 ■湘南新宿ライン 東海道線直通                                    | - 3番線 ■湘南新宿ライン 宇都宮線直通 ■湘南新宿ライン 高崎線直通 - 4番線 ■埼京線 北行（下り） | - 5・6番線 ■山手線 内回り                               | - 7・8番線 ■山手線 外回り                                                    |

##### 備考
- 1903年4月1日に当駅が旅客営業を開始した当時は、ホームは路線別での使用であった。
- 1909年10月12日に品川線と豊島線を山手線に統一し、ホームは方向別での使用に改められ、基本的に外側線（1・4番線）を旧・品川線（赤羽方面発着）、内側線（2・3番線）を旧・豊島線（田端方面発着）が使用するようになった。ただし、山手線が環状運転を開始するのは1925年11月1日からである。そのため、外回り・内回りではなく、下り・上りの表記を主に使用している。
- 1983年10月1日までは2面4線の形態で、一番西側（東武寄り）の線路（4番線〈現：8番線〉）が赤羽線専用（折り返し）、他方の線路（1 - 3番線〈現：5 - 7番線〉）が山手線用であり、山手線と赤羽線は同一ホームで乗り換えができた。その後同年10月2日、赤羽線ホームを山手線ホームの東側に新設（現：3・4番線）し、3面5線の形態となった。一番西側（東武寄り）の線路（4番線〈現：8番線〉）は山手線に転用されることなく使用停止され、更に隣接する東上線池袋駅改良工事の作業用通路となったため「6番線」となることはなかった。
- 1988年3月13日、東北線（当時は東北線としての案内であったが、現在は愛称である宇都宮線での案内）・高崎線中距離列車の当駅への乗り入れに伴い、埼京線（←赤羽線）ホームの東側に中距離列車用のホームが新設（現：1・2番線）され、4面7線の形態となった。
- 1990年、山手線の外回りホームに側線（8番線〈旧：4番線〉）が新設（復活）され、現在の4面8線の形態となった。
- 1997年11月29日から中距離列車の新宿駅乗り入れを開始した。この時点では、埼京線と中距離列車のホームは線路別で独立しており、3番線から発車する埼京線新宿方面行き列車と新宿方面から2番線に到着する中距離列車（および2番線を通過する貨物列車）が当駅の南側で平面交差していた。このため、1本の列車の遅れが他の列車に大きく影響するなど運行に支障が出るようになっていった。また、ダイヤ設定上の大きな制約ともなった。そのため、2002年5月から2004年6月7日にかけて埼京線新宿方面行きの線路と湘南新宿ライン（山手貨物線）の線路を当駅の北側で立体交差させ、ホームの利用法を線路別から方向別に組み替えることにより、当駅南側の平面交差を解消する工事を行った[37]。これにより埼京線と湘南新宿ラインのホームが方向別に再編され、湘南新宿ラインの大幅な増発が可能となった。また、同じホームで埼京線・湘南新宿ラインの先発列車を選択できるようになるなど、利用客の利便性も格段に向上した。1番線では、立体交差完成日の午前中だけ宗次郎の「心」の前奏付きが発車メロディーに使われた。

#### 貨物着発線
1983年以前、現在の1 - 4番線の場所には多数の貨物着発線が存在していた。それらは西武側から、仕訳8 - 1番線、山手貨物線上り（田端方面から）2 - 1・本線、山手貨物線上り（赤羽線方面から）本線、山手貨物線下り本線、赤羽貨物線下り本線となっており、すでにこの頃から山手貨物線と赤羽線はつながっていた。

### 東武鉄道
東武百貨店1階に位置する。頭端式ホーム3面3線を有する地上駅で、1 - 5番線があるが、このうち2・3番のりばと4・5番のりばの線路は共用である。1983年までは着発線番号が国鉄（当時）と続きの5 - 9番だったが、国鉄の線増設に伴い1 - 5番に変更された。また、かつては1番線の目白寄りに引上線2線が設置されていたが、6両編成までしか入線できないことから、東武百貨店の増築工事の際に廃止された。
改札口は北口・中央北口・中央南口（ともに地下に改札口がある）と正面の南口（地上に改札口がある）の4か所。
定期券売り場の窓口は南改札口の2階にあるが、新規または年度を跨ぐ通学定期券を除き、自動券売機でも購入することは可能。
PASMOおよびSuicaの利用駅表示は「東武池袋」。
かつては寄居駅から秩父鉄道秩父本線に乗り入れて三峰口駅まで特急の直通運転が行われていたが、秩父鉄道線内の保安装置更新や西武線が寄居駅（現在は長瀞駅）まで乗り入れを開始したこともあって1992年3月をもって廃止された。
駅周辺に東京芸術劇場などの文化施設があることや、東武鉄道の主催により東上線沿線でコンサートを開催していることにちなんで、2015年6月14日から発車メロディにクラシック音楽を採用している。番線ごとに異なる曲目が使用されており、1・2番線がモーツァルトのディヴェルティメント K.136より第1楽章「アレグロ」、3・4番線がモーツァルトのアイネ・クライネ・ナハトムジークより第3楽章「メヌエット」、5番線がベートーヴェンの交響曲第6番『田園』より第1楽章「アレグロ・マ・ノン・トロッポ」である。いずれもクラシック音楽の流麗なイメージを損なわないために、アレンジ等は行わず原曲に近い形のメロディとなっている。なお、2024年10月17日から学校法人立教学院の創立150年企画として、志木駅と共に同学院の校歌や応援歌に基づくパイプオルガンで演奏した音源を1年間限定で発車メロディとして採用しており、1・2番線が「立教大学校歌」、3・4番線が「立教池袋中学校校歌」、5番線が「立教小学校準校歌「立教生が歩む道」」となっている。
2015年6月13日以前の発車メロディは1・2番線が「Passenger」、3・4番線が「Memoria」、5番線が「時ジロウ20」で、2008年6月14日以前は全ホームで「Passenger」のエンドレスバージョンが使用されていた。
2008年春から約1年間、コンコースのリニューアル工事を行った。3つの改札口にゾーンカラーを設定するとともに案内カウンターを南改札口・中央口1・北改札口に新設したほか、中央口にはエレベーターとJR乗り換え改札口も新設した。
2008年6月14日のダイヤ改正によって、それまでは終日降車専用ホームとして扱われてきた5番線が「TJライナー」発車ホームとしての機能も持つようになり、南口・中央口2付近に座席指定券（2019年3月までは着席整理券）の自動券売機が設置されており、当日初電から発車間際まで発売している。（該当記事参照）
2017年に発表された東武鉄道の中期経営計画では、西口の再開発事業と併せて3面3線から2面4線への拡張が計画されている。
東武池袋駅管区として、当駅 - 成増駅間の各駅を統括管理している。当駅で夜間外泊があり、また当駅到着後に下板橋駅隣接の留置線へ回送され、夕方まで留置される列車もある。

#### のりば
| 東上線 川越方面 | 東上線 川越方面     | 東上線 川越方面 |
| 番線            | 主な列車種別        | 備考 |
| --------------- | ------------------- | --- |
| 1               | - ■準急 - ■川越特急 | - ■準急は、平日23:10発、土休日23:15発まで使用 - 平日初発 - 9:15発と9:45発の■急行も発車 |
| 2               | - ■急行 - ■快速急行 | - 2番線を■急行は、平日は9:30発より使用 - 2番線を平日23:32発 - 24:30発と土休日23:27発 - 終発、川越特急発車前後の■準急も発車 - 3番線を平日8:38発までと、土休日5時台、TJライナー発車前後の□普通も発車 - 3番線発車の場合2番線が降車専用ホームとなる。 |
| 3               | 降車専用            | - 2番線を■急行は、平日は9:30発より使用 - 2番線を平日23:32発 - 24:30発と土休日23:27発 - 終発、川越特急発車前後の■準急も発車 - 3番線を平日8:38発までと、土休日5時台、TJライナー発車前後の□普通も発車 - 3番線発車の場合2番線が降車専用ホームとなる。 |
| 4               | □ 普通              | - 5番線発車の場合、4番線は降車専用ホームとなる。 - 5番線は16時までは降車専用ホーム |
| 5               | ■TJライナー         | - 5番線発車の場合、4番線は降車専用ホームとなる。 - 5番線は16時までは降車専用ホーム |

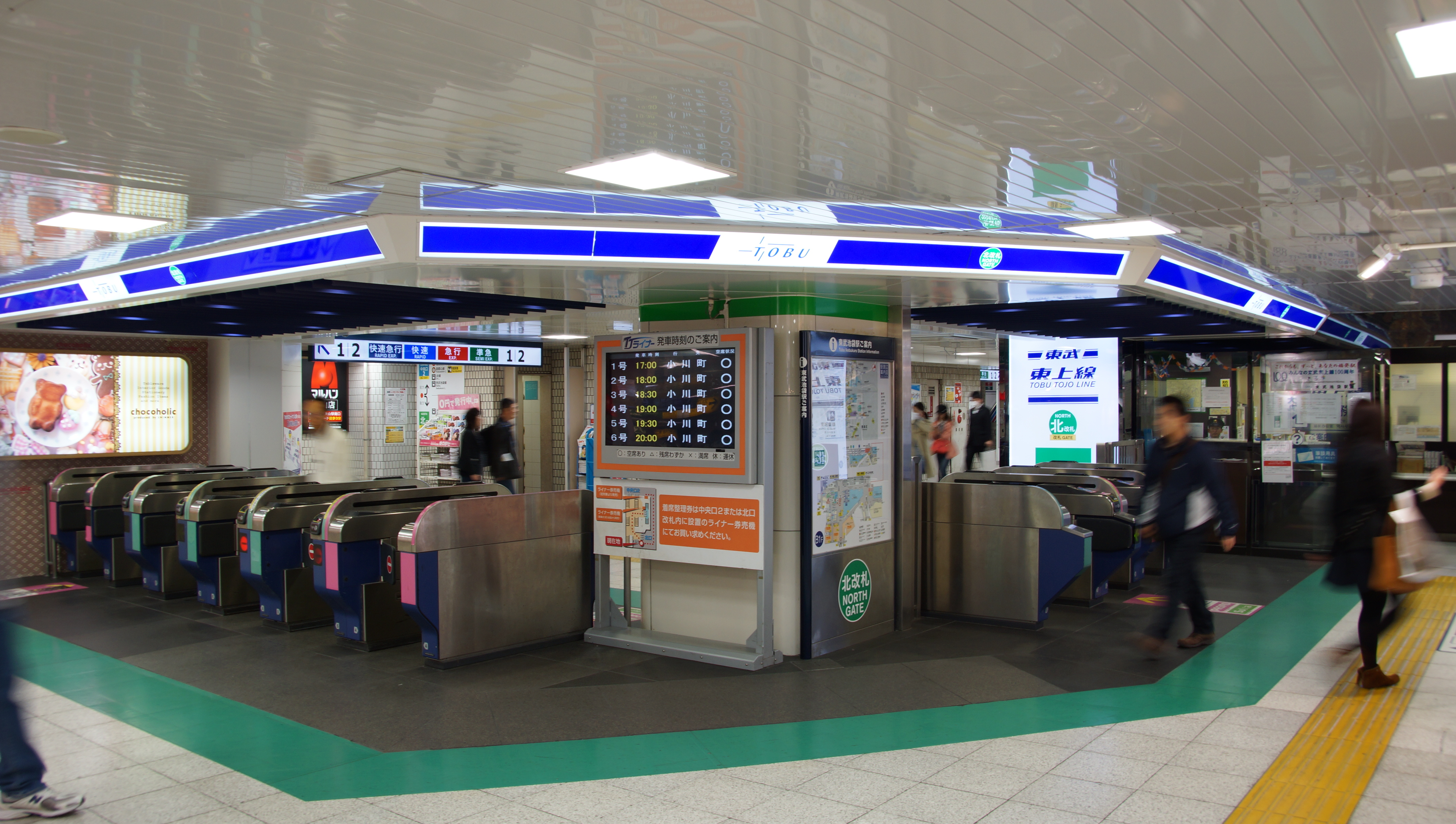
北改札（2014年4月）
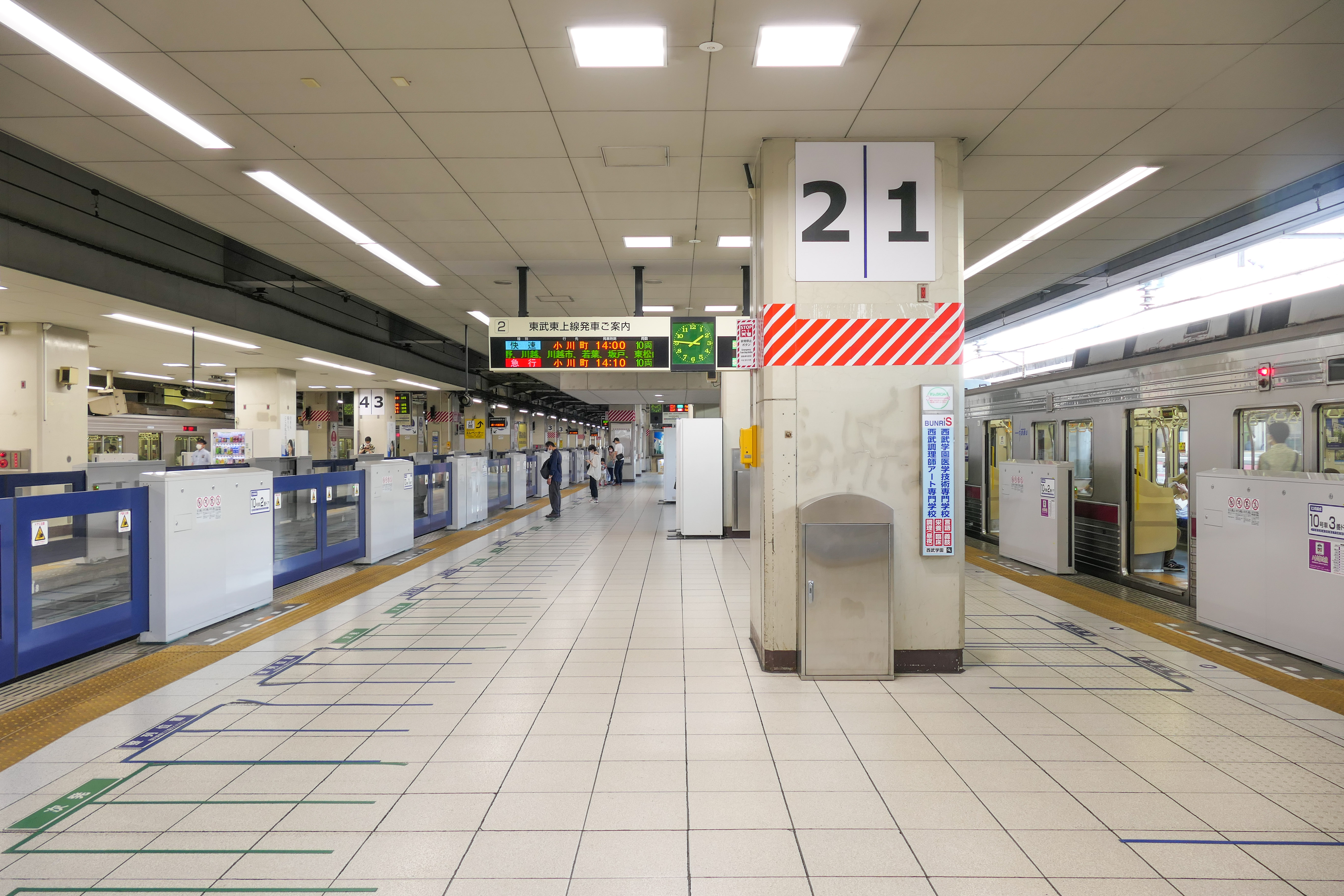
1・2番線ホーム（2021年7月）
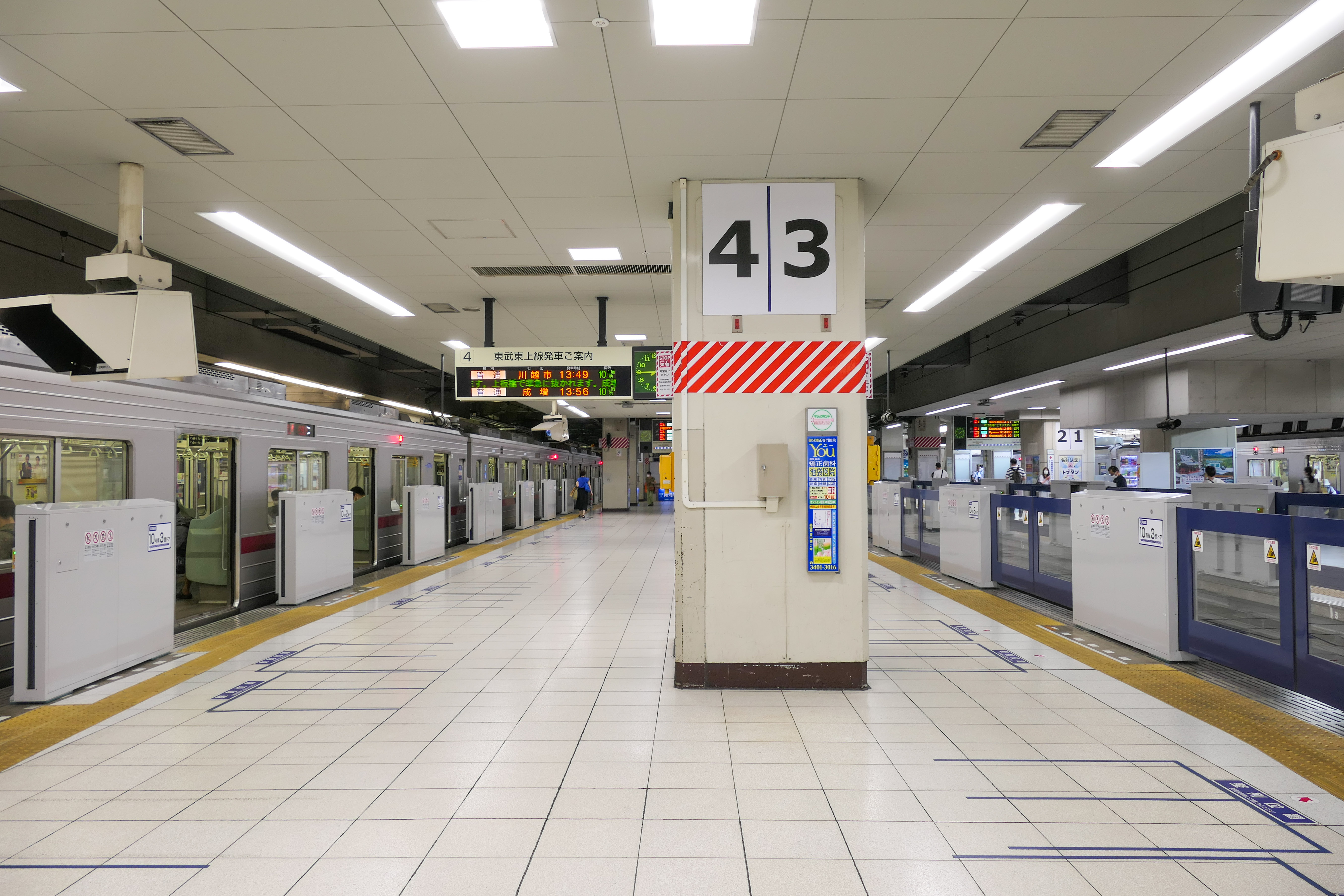
3・4番線ホーム（2021年7月）
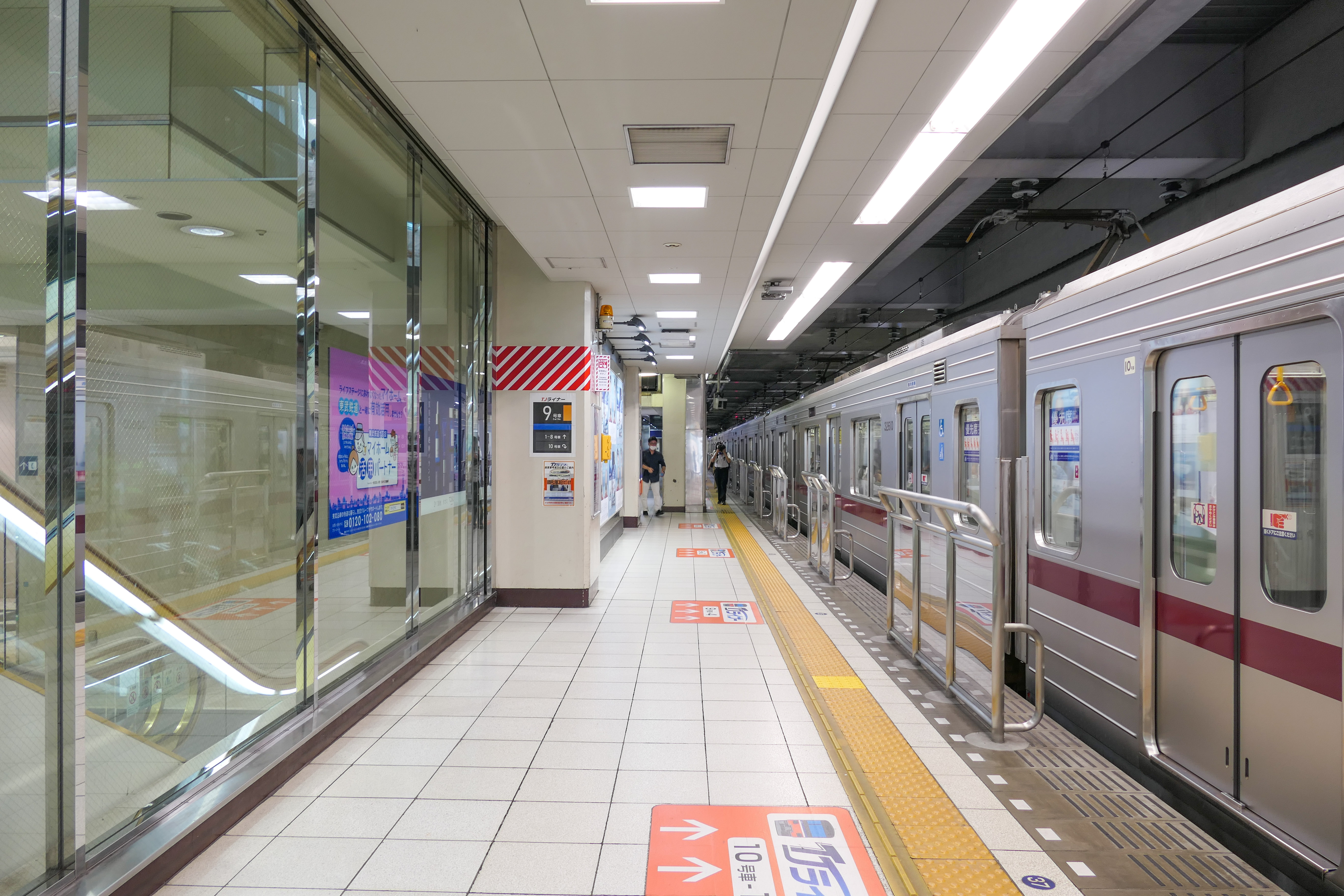
5番線ホーム（2021年7月）

#### 配線図
| | 東武鉄道 池袋駅 鉄道配線略図 | → 成増・川越・ 小川町・寄居 方面 |
| 凡例 出典:* 以下を参考に作成。 ** 「【特集】 東武鉄道」『鉄道ピクトリアル』第58巻臨時増刊号 （通巻第799号）、鉄道図書刊行会、2008年1月、巻末折込「東武鉄道線路配線略図」。 ** 東武鉄道公式サイト 池袋駅構内マップ |                              |                                  |

### 西武鉄道
頭端式ホーム4面4線を有する地上駅で、1 - 7番および特急専用ホームを持ち、西武池袋本店1階の一部を占める。西武鉄道最東端の駅である。
北端に1F改札口、地下1階にJR線連絡通路へのB1F改札口、および1番ホーム南端の西武南口改札の、3か所の出口がある。2 - 7番ホームには地下コンコースへのエスカレーターがある。1番ホームはエレベーターがあり、地下コンコースから段差なしで地表（西武南口）を結ぶバリアフリールートで、車椅子やストレッチャーで利用しやすい。
2004年に構内南側を一括して覆う屋根が設置され、さらに1番ホームの延長工事を受けた2006年3月のダイヤ改正で、全ホームが10両編成に対応し、ダイヤ編成の自由度が確保された。
なお、特急ホームは西武池袋線の東端・始点にあたるが、0キロポストは設置されていない。7番ホームの延長線上にあり、入出線時に7番ホームを通過する必要がある。かつては専用改札が設置されていたが、2014年に撤去され、出入り自由となった。かつては7両編成まで対応していたが、2019年3月16日ダイヤ改正で運転を開始した001系「Laview」は8両編成であるため、若干7番ホームにはみだして停車する。それに伴い特急ホームの第4場内信号機および第1出発信号機の位置を1両分飯能方にずらしたため、車種に関係なく特急電車が特急ホームに停車している間は、7番ホームには8両編成までの列車しか停車できない。このため2018年冬に、7番ホームへ停車する8両編成の列車は、椎名町側及び特急ホーム側の約20m分を開けて停車させる形態となった。
PASMOおよびSuicaの利用駅表示は「西武池袋」。なお、駅名標を含む案内標識は当駅独自のものが長らく使用されていたが、2010年代より新標準タイプへの更新が進められた。新駅名標は2011年に地上改札口側が柱の耐震工事の際に柱を覆う形で取り付けられ、2013年に椎名町寄りが従来タイプの枠をそのままに中身を交換する形で更新された。2017年2月には長らく未更新だったホームの番数表示と特急ホームの駅名標（次駅表示が所沢）が更新された。
びっくりガードの先、当駅と椎名町駅の間でJR線をオーバークロスする山手跨線橋は、2001年から架け替え工事を行い、2007年に完了した。これに合わせて、JR線の目白寄りにエレベーターを併設した架道橋が新設されている。
管区長・駅長配置駅であり「池袋駅管区」として池袋駅 - 東長崎駅間の各駅を管理している。

#### のりば
1・2番ホーム、3・4番ホーム、5・6番ホーム、7番ホーム・特急専用ホームはそれぞれ同じ線路を共用しており、接するホームによって番号が異なる。
| 池袋線 所沢・飯能・西武秩父方面 | 池袋線 所沢・飯能・西武秩父方面 | 池袋線 所沢・飯能・西武秩父方面 |
| ホーム                          | 日中における主な列車種別        | 備考 |
| ------------------------------- | ------------------------------- | --- |
| 1                               | 降車                            | - 1番ホーム南端に西武南口改札口と忘れ物取り扱い所がある。 - 2番ホーム発車の豊島園行きは原則練馬で西武有楽町線からの列車と接続 |
| 2                               | ■各駅停車                       | - 1番ホーム南端に西武南口改札口と忘れ物取り扱い所がある。 - 2番ホーム発車の豊島園行きは原則練馬で西武有楽町線からの列車と接続 |
| 3                               | ■各駅停車                       | 夕方以降は主に■準急および■快速が使用する。 |
| 4                               | 降車                            | 夕方以降は主に■準急および■快速が使用する。 |
| 5                               | - ■準急 - ■急行                 | 夕方以降は主に■急行が使用する。 |
| 6                               | 降車                            | 夕方以降は主に■急行が使用する。 |
| 7                               | （朝夕のみ発着）                | - 平日朝ラッシュ時は池袋止まりおよび■各駅停車が、平日夕夜間ラッシュ時は主に■準急が、土休日夕夜間は主に■急行と■各駅停車が7番ホームに発着。 - 特急列車は7番ホームを通過し専用ホームに発着。 - 西武ドームでのプロ野球試合開催時は、西武球場前行「ドーム」号も運行され、特急用ホームに発着。 |
| ■特急                           | - 「ちちぶ」号 - 「むさし」号   | - 平日朝ラッシュ時は池袋止まりおよび■各駅停車が、平日夕夜間ラッシュ時は主に■準急が、土休日夕夜間は主に■急行と■各駅停車が7番ホームに発着。 - 特急列車は7番ホームを通過し専用ホームに発着。 - 西武ドームでのプロ野球試合開催時は、西武球場前行「ドーム」号も運行され、特急用ホームに発着。 |

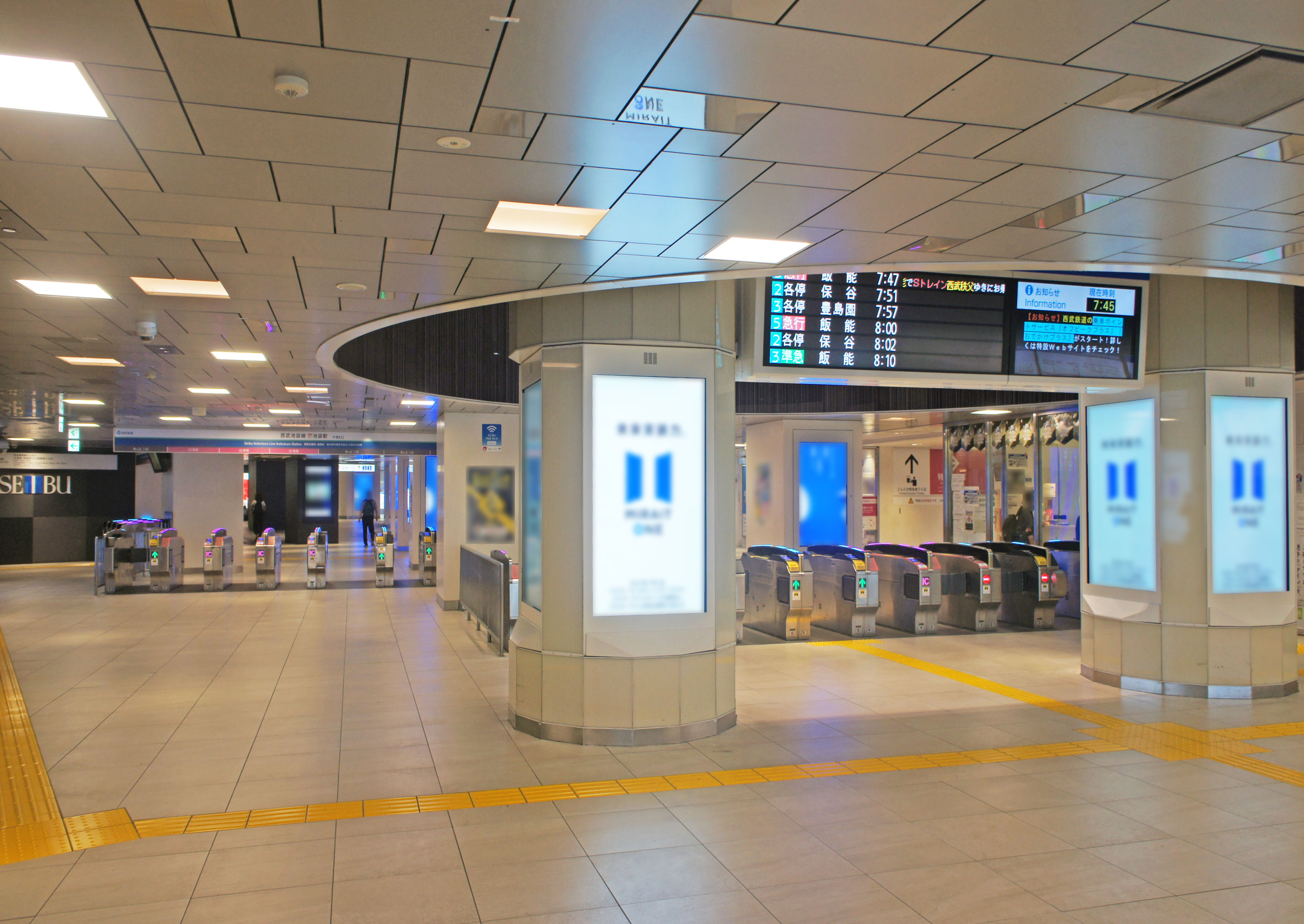
1F改札口（2022年7月）
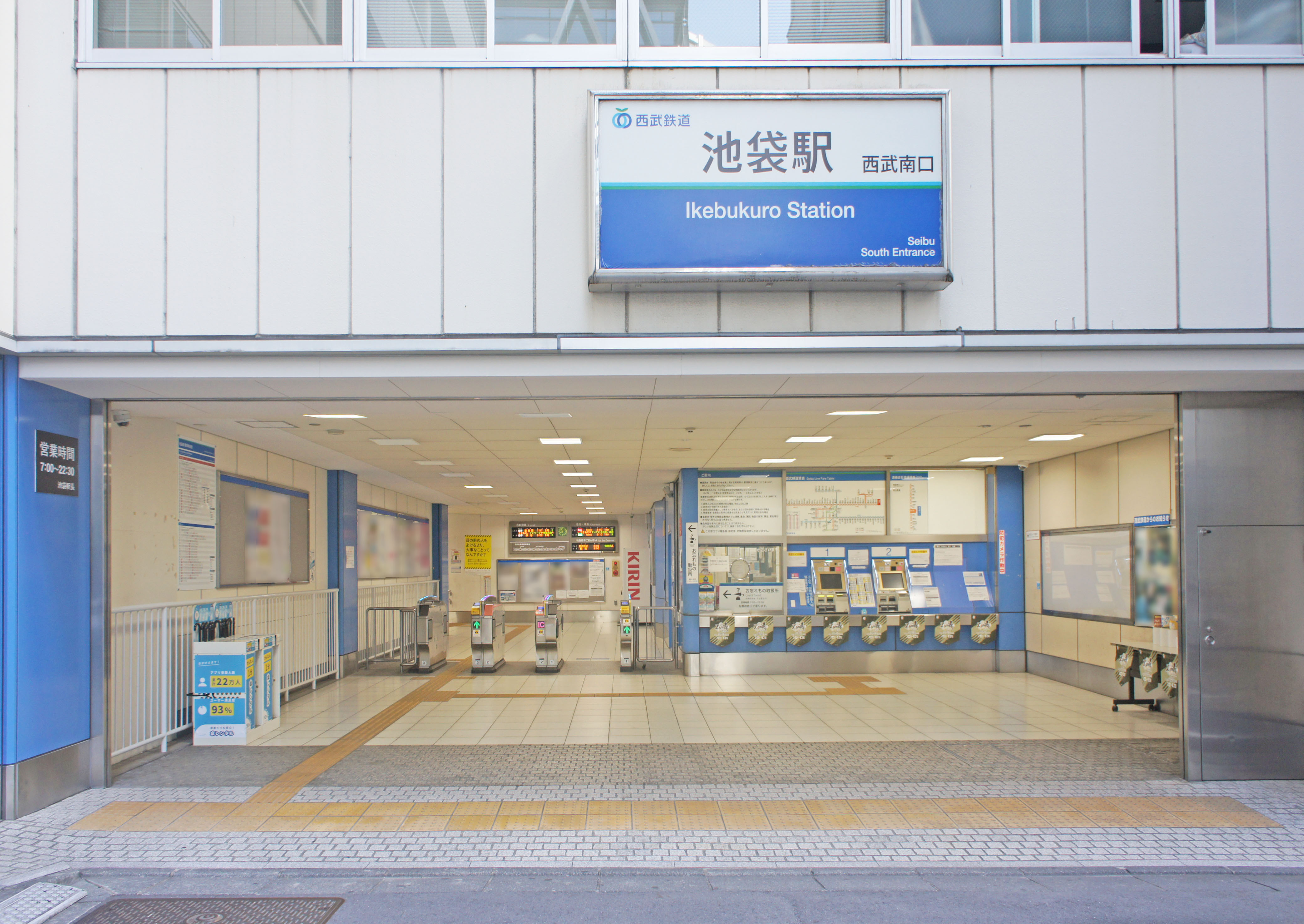
西武南口改札（2022年7月）
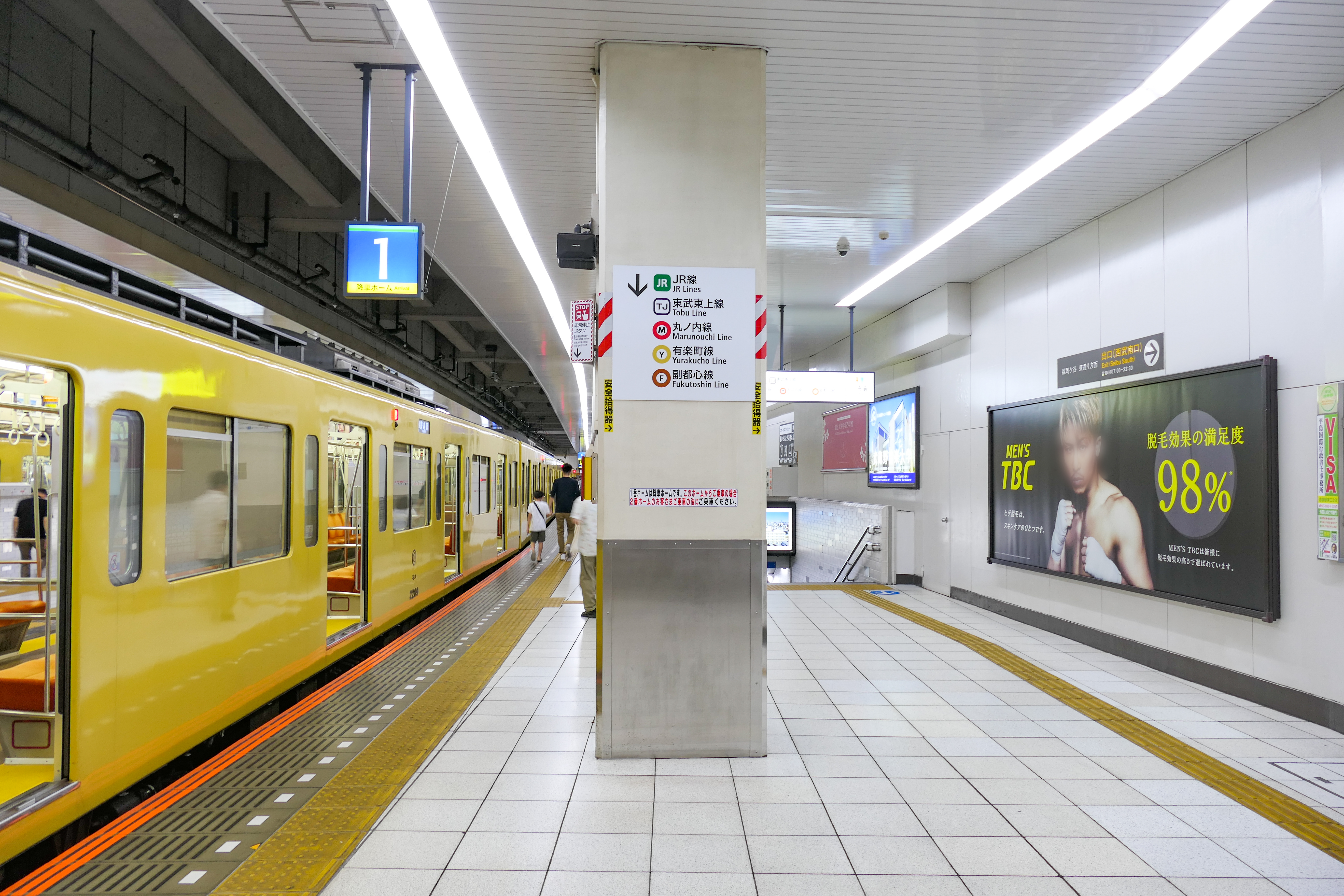
1番ホーム（2021年10月）
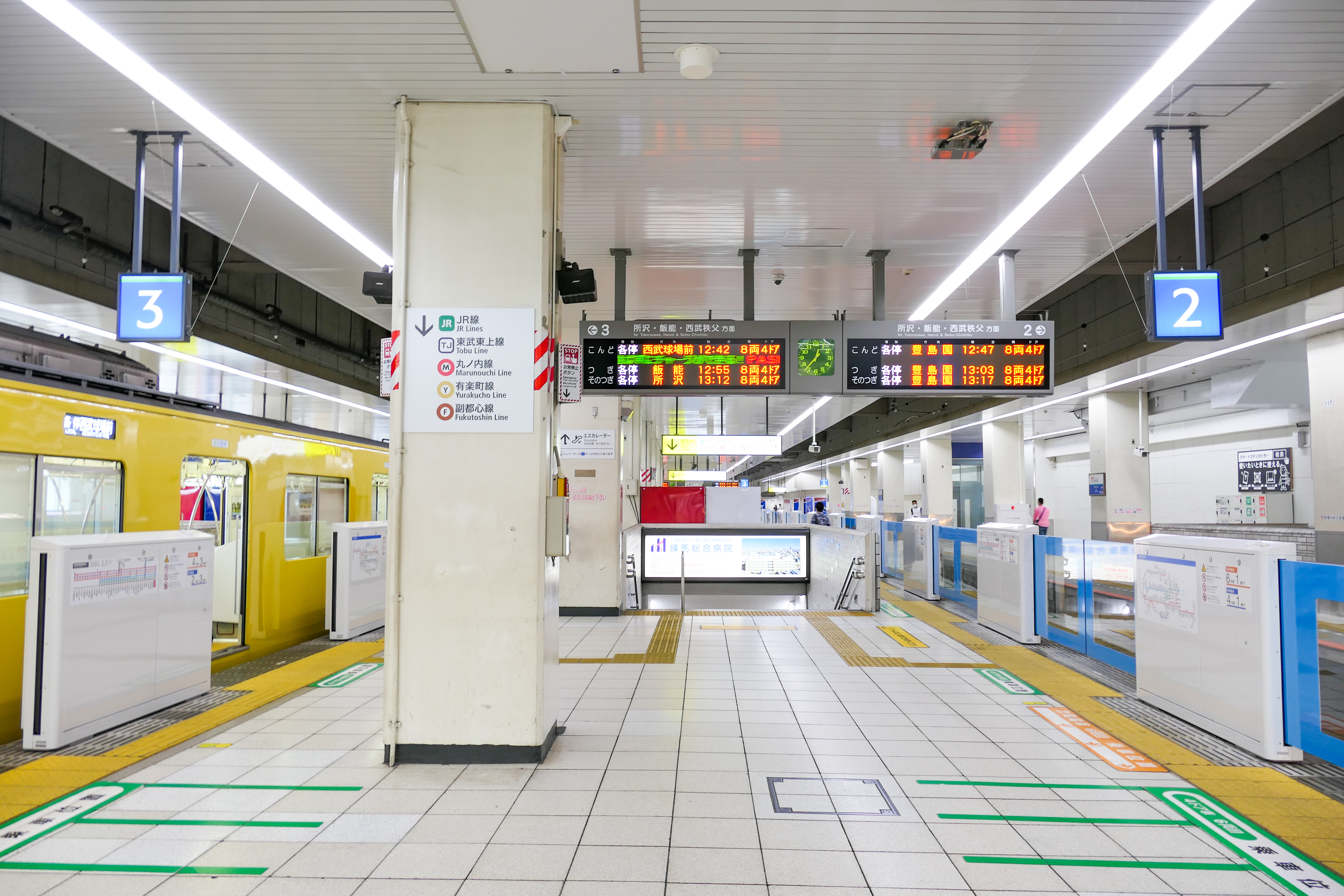
2・3番ホーム（2021年10月）
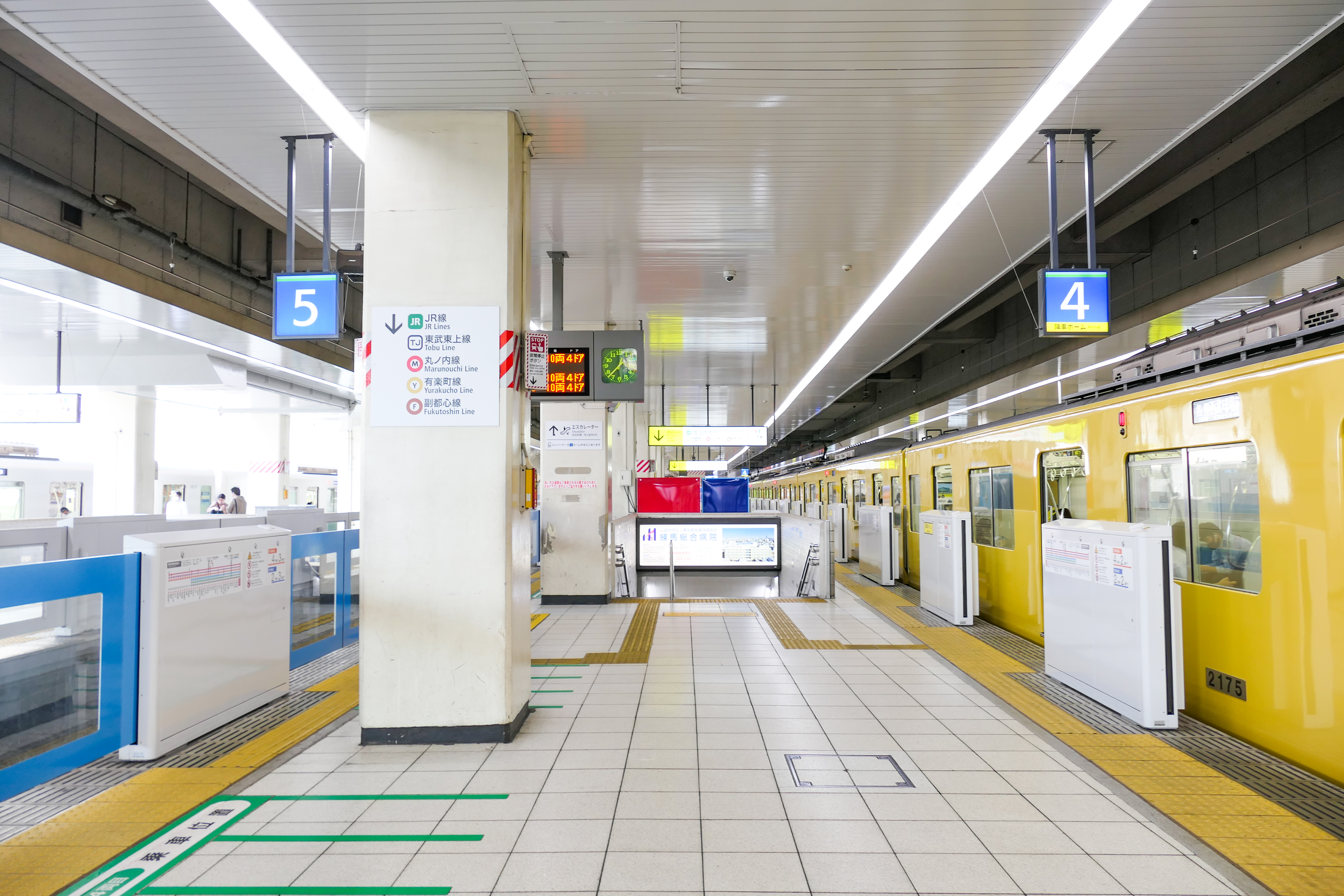
4・5番ホーム（2021年10月）
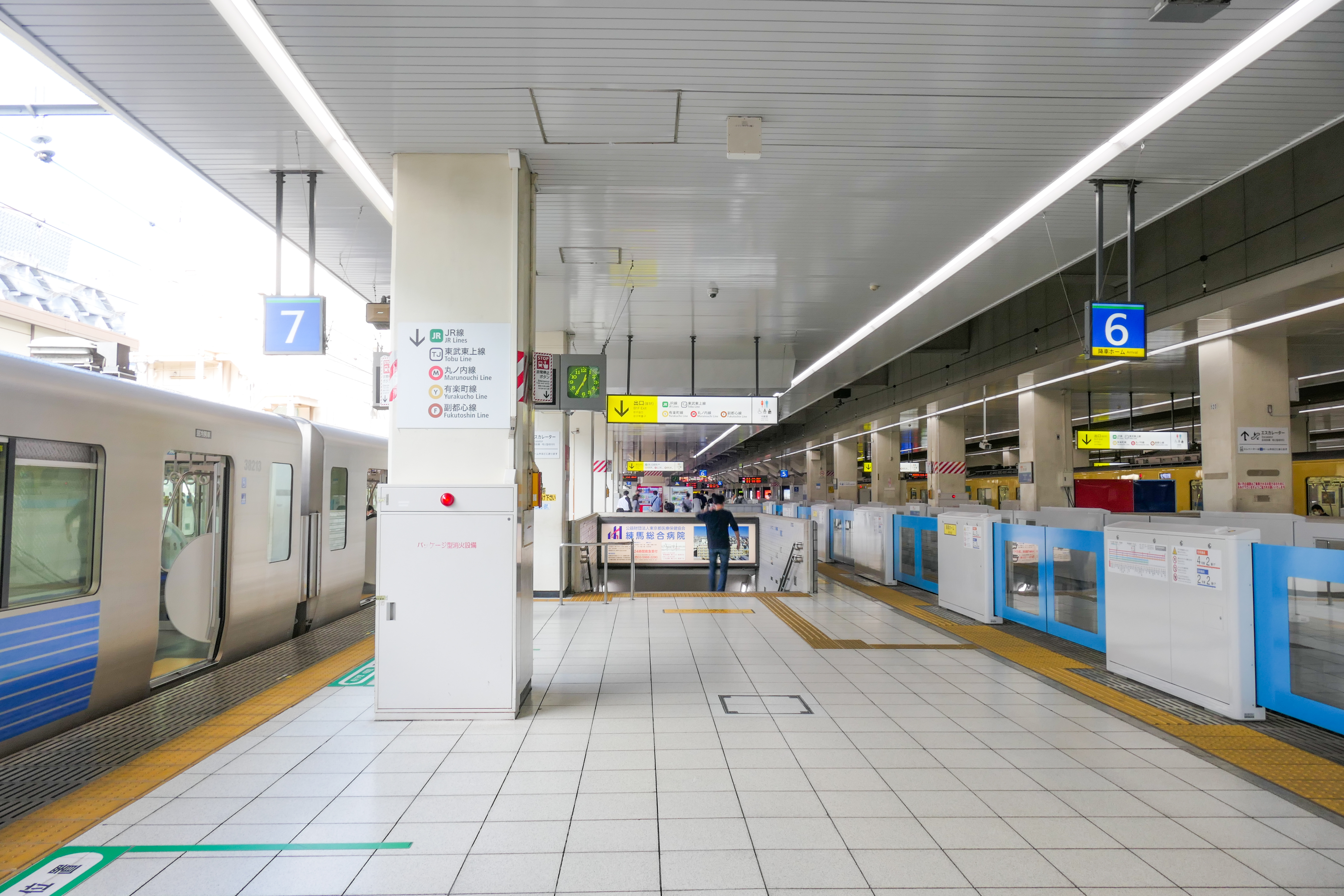
6・7番ホーム（2021年10月）
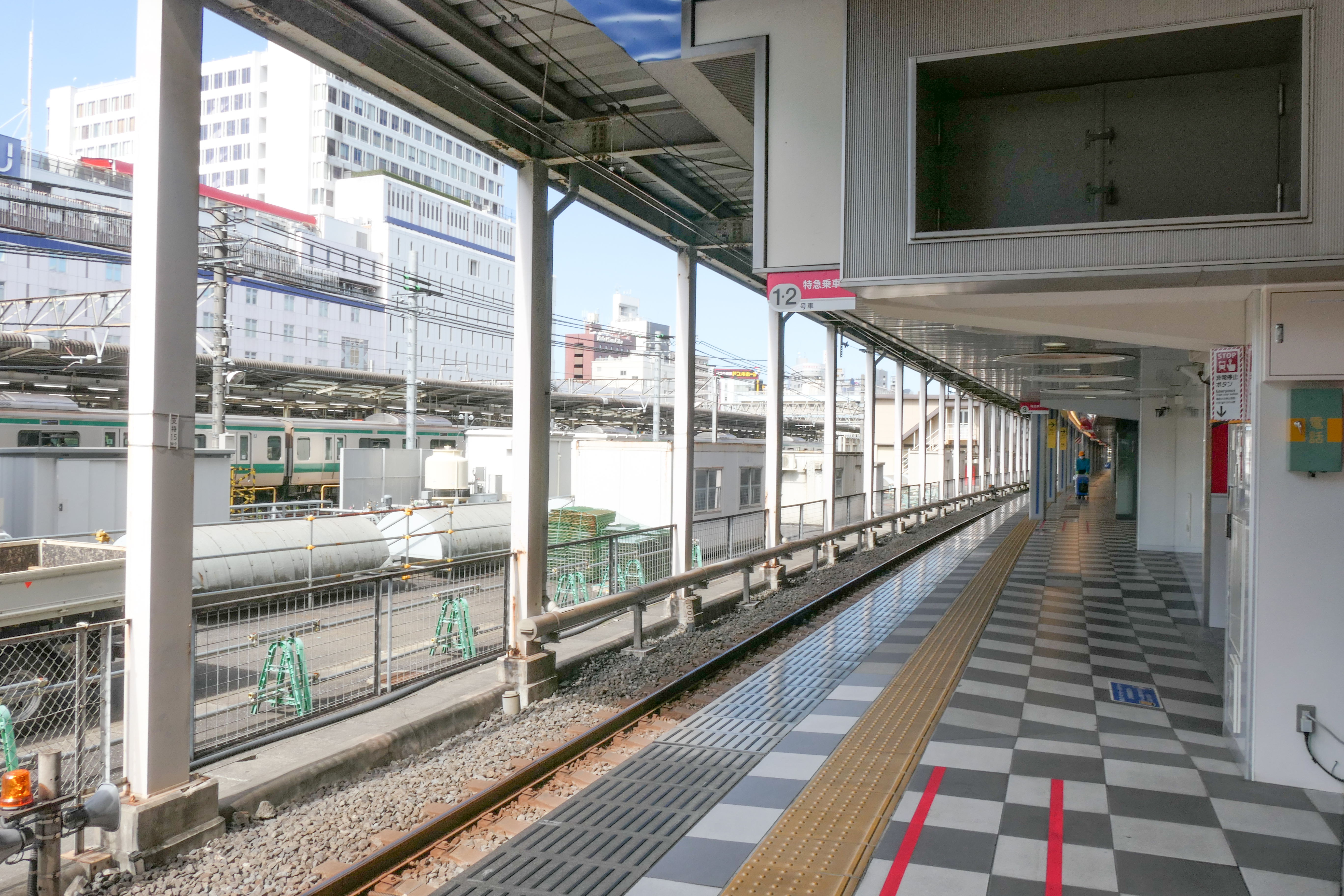
特急専用ホーム（2021年10月）

##### 配線図
| | 西武鉄道 池袋駅 鉄道配線略図 | → 練馬・所沢 ・飯能・秩父 方面 |
| 凡例 出典: * 以下を参考に作成。 ** 「【特集】 西武鉄道」『鉄道ピクトリアル』第52巻臨時増刊号 （通巻第716号）、鉄道図書刊行会、2002年4月、巻末折込「西武鉄道 配線略図 （2001年12月15日現在）」 ** 西武鉄道公式サイト 電車・駅のご案内 池袋駅 ※白線クロスハッチは降車用、紫色は特急用ホーム、数字は乗り場番号 |                              |                                |

##### 備考
- 1976年までは7番ホームの奥とJR山手貨物線との間にレールが繋がっていた。撤去後は電留線に転用され、10両編成対応の留置線が2本あり、2015年に1本が撤去されたが、2020年ダイヤ改正より再び留置線2本体制に戻った。7番ホーム端から分岐する留置線から出る列車は一旦特急ホームまで入線後、再度7番ホームへ入線する。
- かつては、ホーム毎の発車種別や入線順に規則性があったが、2006年、2008年のダイヤ改正以降は薄れている。
- 秩父サイクルトレインや西武ドーム輸送・「52席の至福」の臨時列車運転時は、西武時刻表に掲載されている発車ホームが変更されることがある[注釈 11]。
- 東京メトロ有楽町線・副都心線に対応する6000系と40000系は、運用の関係上当駅と有楽町線池袋駅・副都心線池袋駅の3か所へ乗り入れる。
- かつて特急ホームは、柵と自動改札機とで区切られ入場制限されていた。2013年6月9日にチケットレスサービス（愛称Smooz）が導入されると、特急券の改札が廃止され、乗車後の車掌用携帯端末による購入情報チェック方式（指定した座席以外の乗客のみ改札する）に変更された。2015年には改札機も撤去され（7番ホームとの柵は継続）、入場は自由となった。
- 1番と6・7番ホームには、4階のまつりの広場を経て明治通りへの大階段へ抜けられる、収納式の非常階段が設けられている。
- 2016年2月、2番ホームにホームドアが設置され、3月5日より稼働開始。以降、2018年3月までに1番・7番ホームと特急ホームを除く全てのホームに設置された。

### 東京メトロ
丸ノ内線、有楽町線、副都心線の3路線が乗り入れている。各線ののりばは独立しているが、のりばの番号は開業順に通しで付けられている。
丸ノ内線の駅と副都心線の駅を改札内で連絡する通路が設けられている。これにより両線は改札内で乗り換えが可能であるが、有楽町線との乗り換えは改札外に出る必要がある。なお、丸ノ内線と副都心線の連絡通路は24時15分に閉鎖され、それ以降は中央通路各改札（丸ノ内線側）と西通路各改札（副都心線側）間の改札外乗り換えとなる。有楽町線と副都心線相互間については、要町駅以西 - 東池袋駅以東・雑司が谷駅以南と当駅を通過する場合でも、当駅で事実上の途中下車ができる。
東京メトロでは、2005年度以降新しい案内サインシステムを導入し、駅構内の案内表示を順次交換してきたが、当駅に関しては、副都心線の開業に合わせて更新を行うこととなっていたため、同線開業直前の2008年6月上旬まで営団様式の案内表示が残っていた。
2009年3月26日、副都心線コンコースに駅構内商業施設の「エチカ池袋」が部分開業した。エチカの開業は表参道駅の「エチカ表参道」に次いで2箇所目である。同年11月27日には有楽町線コンコースにも「エチカ池袋」が拡大開業し、さらに西口には商業施設の「エソラ池袋」も開業した。
駅務管区所在駅であり、池袋駅務管区として池袋地域、東池袋地域、小竹向原地域を管理する。

#### 丸ノ内線
丸ノ内線の起点で、頭端式ホーム1面2線を有する地下駅。ホームは当駅東西を地下で結ぶ中央連絡通路の直下に位置している。ホーム西端・中央・東端の3つの改札にそれぞれホームへの連絡階段が設置され、東端にはエスカレーターが、西端にはエレベーターも併設されている。東端の改札付近には定期券売り場とトイレがある。
開業当時はJRの駅から少し東に離れた新大塚寄り（現状では分岐器が設置されている部分）にある相対式ホームの仮設駅で営業していたが、1960年に現在のホームが完成した。
ホーム西端にある車止めは、以前は改札階への階段の両脇奥に設置されていたが、後に現在の位置である東側に寄せられた。空いた位置にはしばらくメトロピアという改札内の売店があったが、現在は閉店し、副都心線の駅との連絡通路となった。その形状や構造は西部への延伸計画があった名残ともいえる。
2006年に転落防止柵とホームドアが設置された。
1・2番線ともに夜間留置が設定されている。また後楽園方面から来る一部列車は、当駅へ終着後に折り返し回送電車となり、茗荷谷駅隣接の小石川車両基地へ入庫する列車がある。

##### のりば
| 番線 | 路線     | 行先             |
| ---- | -------- | ---------------- |
| 1    | 丸ノ内線 | 荻窪・方南町方面 |
| 2    | 丸ノ内線 | 荻窪・方南町方面 |

（出典：東京メトロ:構内図）

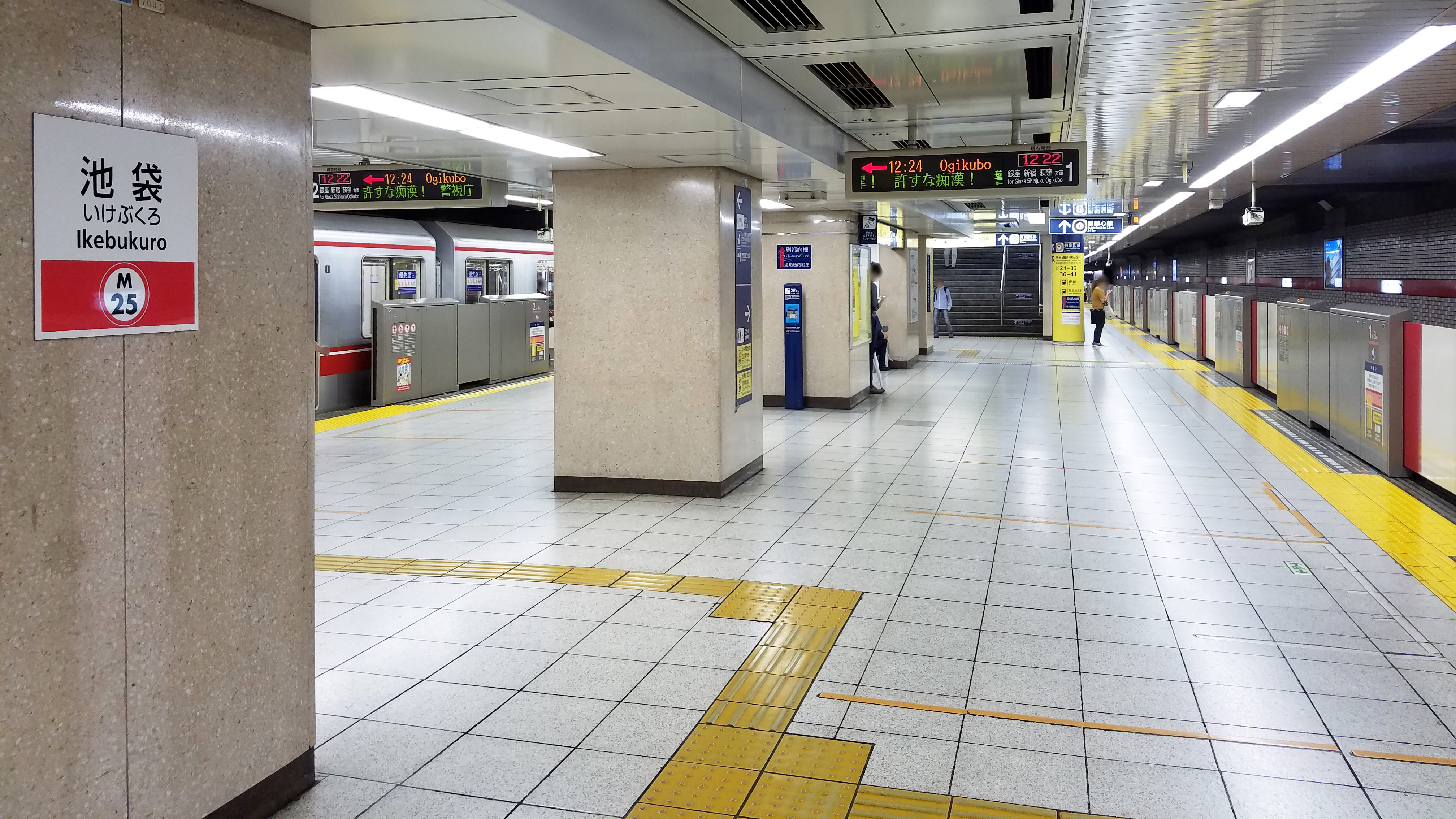
丸ノ内線ホーム（2017年8月）

##### 発車メロディ
ワンマン運転開始に伴い、スイッチ制作の発車メロディ（発車サイン音）が導入されている。
曲は1番線が「フランソワ」（塩塚博作曲）、2番線が「キラリトレイン」（福嶋尚哉作曲）である。

#### 有楽町線
島式ホーム1面2線を有する地下駅。ホームは地下2階にあり、東西を地下で結ぶ南連絡通路の直下に位置している。西寄りと東寄りの2つの改札にそれぞれホームへの連絡階段が設置され、エスカレーターの他、西寄りにはエレベーターも併設されている。西口改札付近には定期券売り場とトイレがある。
1974年（昭和49年）の開業当初は駅施設の完成が遅れていたため、ホームの和光市寄り107.5 mは未完成であり、ホーム中央部は仮設壁で仕切られ、銀座一丁目寄り102.5 mの本ホームと過走余裕距離を確保する30 mの仮設ホームで営業していた（当時は5両編成での運行・仮設ホームを含むホーム長さは132.5 m）。主な駅施設は有楽町線地下1階のコンコース、現在の41番出口から39番出口方面への連絡通路の幅を半分ほどに仕切って、仮設の駅施設が設けられていた。西側から定期券発売所、信号機器室、駅員事務所、電気室、詰所、駅員休憩室などで、通路は39番出口の手前まで完成していた。 
開業当時は、当駅ののりばも「1・2番線」と符番されていたが、1994年12月7日の新線池袋駅開業時に丸ノ内線からの連番である「3・4番線」に改番された。また、1980年頃まで一度自動改札機が設置されていたが技術的な容量不足から撤去された。副都心線開業に合わせて、改札口付近にも発車標が設置されたほか、案内放送も変更された。
要町寄りにはY字型の折り返し線（引き上げ線）があり、朝ラッシュ時に当駅始発の列車が使用しているほか、終列車の1本が留置線に回送後に夜間留置され、翌朝の始発列車となる。また、東池袋寄りに両渡り線がある。
2009年11月27日、改札外通路（副都心線連絡通路を含む）に「エチカ池袋」が拡大オープンし、同時に「エソラ池袋」もオープンした。これに合わせて、コンコースの一部の改装が行われた。
有料座席指定列車「S-TRAIN」は、平日ダイヤのみ有楽町線に入線するが、当駅は通過する。

##### のりば
| 番線 | 路線     | 行先                       |
| ---- | -------- | -------------------------- |
| 3    | 有楽町線 | 新木場方面                 |
| 4    | 有楽町線 | 和光市・森林公園・飯能方面 |

（出典：東京メトロ:構内図）

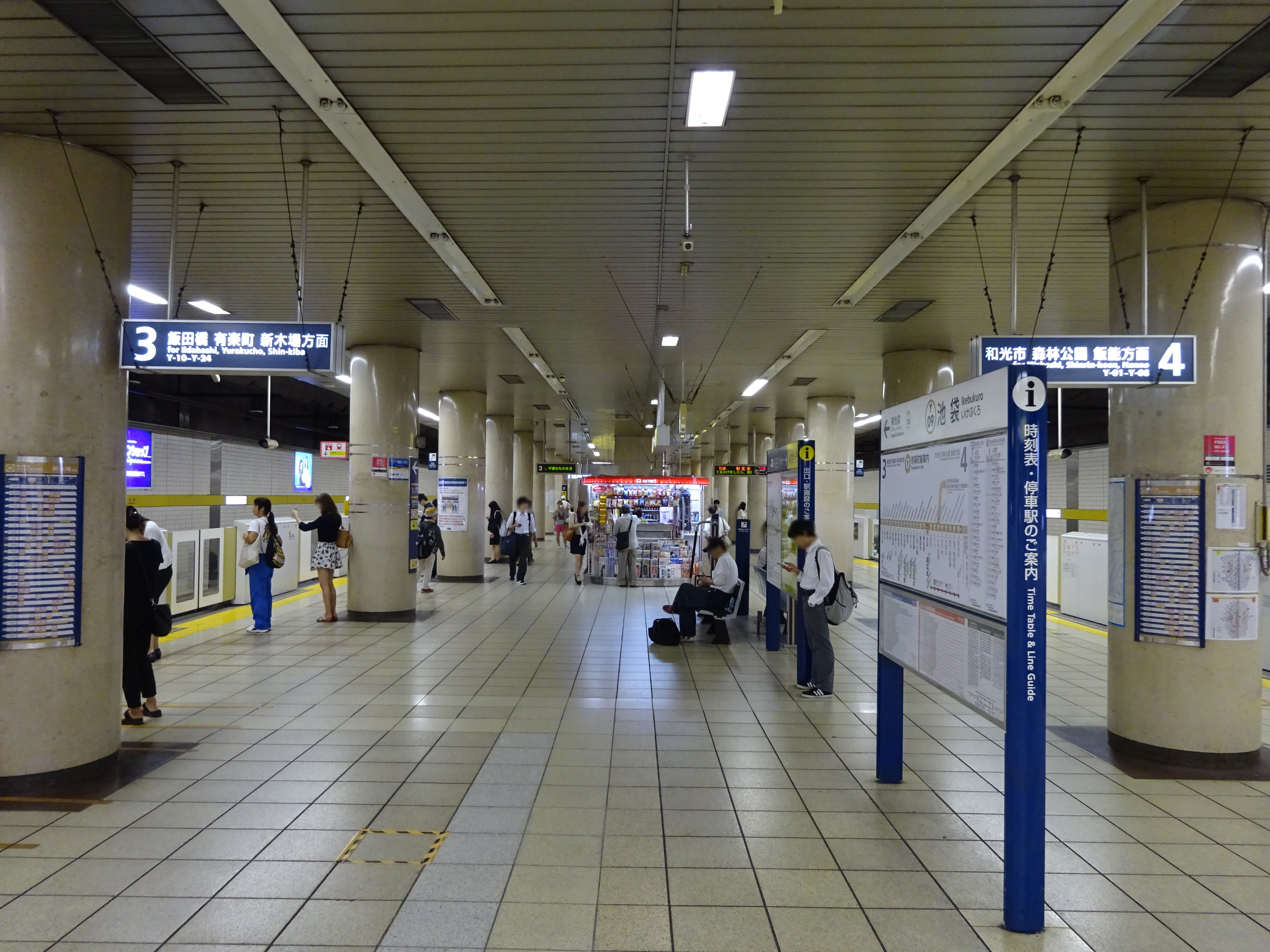
有楽町線ホーム（2016年6月）

##### 発車メロディ
ホームドアが稼働開始した2011年2月25日から、スイッチ制作の発車メロディを使用している。
曲は3番線が「bright」（谷本貴義作曲）、4番線が「OK!」（塩塚博作曲）である。

#### 副都心線
島式ホーム1面2線を有する地下駅。ホームは地下4階にあり、要町通り地下にある西通路（東西を結ぶ中央連絡通路の西側延長線上）の直下に位置している。
西寄りと東寄りの2つの改札にそれぞれホームへの連絡階段・エスカレーター・エレベーターが設置されている。丸ノ内線との乗り換えは当駅ホーム東寄りから改札内連絡通路を、その他の路線との乗り換えは東寄り改札を利用する。
2009年3月26日、改札外通路に「エチカ池袋」が開業した。
有料座席指定列車「S-TRAIN」は、土曜・休日ダイヤのみ副都心線に入線する。当駅は停車するが両方向とも降車専用となり、当駅から乗車することはできない。

##### のりば
| 番線 | 路線     | 行先                       |
| ---- | -------- | -------------------------- |
| 5    | 副都心線 | 渋谷方面                   |
| 6    | 副都心線 | 和光市・森林公園・飯能方面 |

（出典：東京メトロ:構内図）

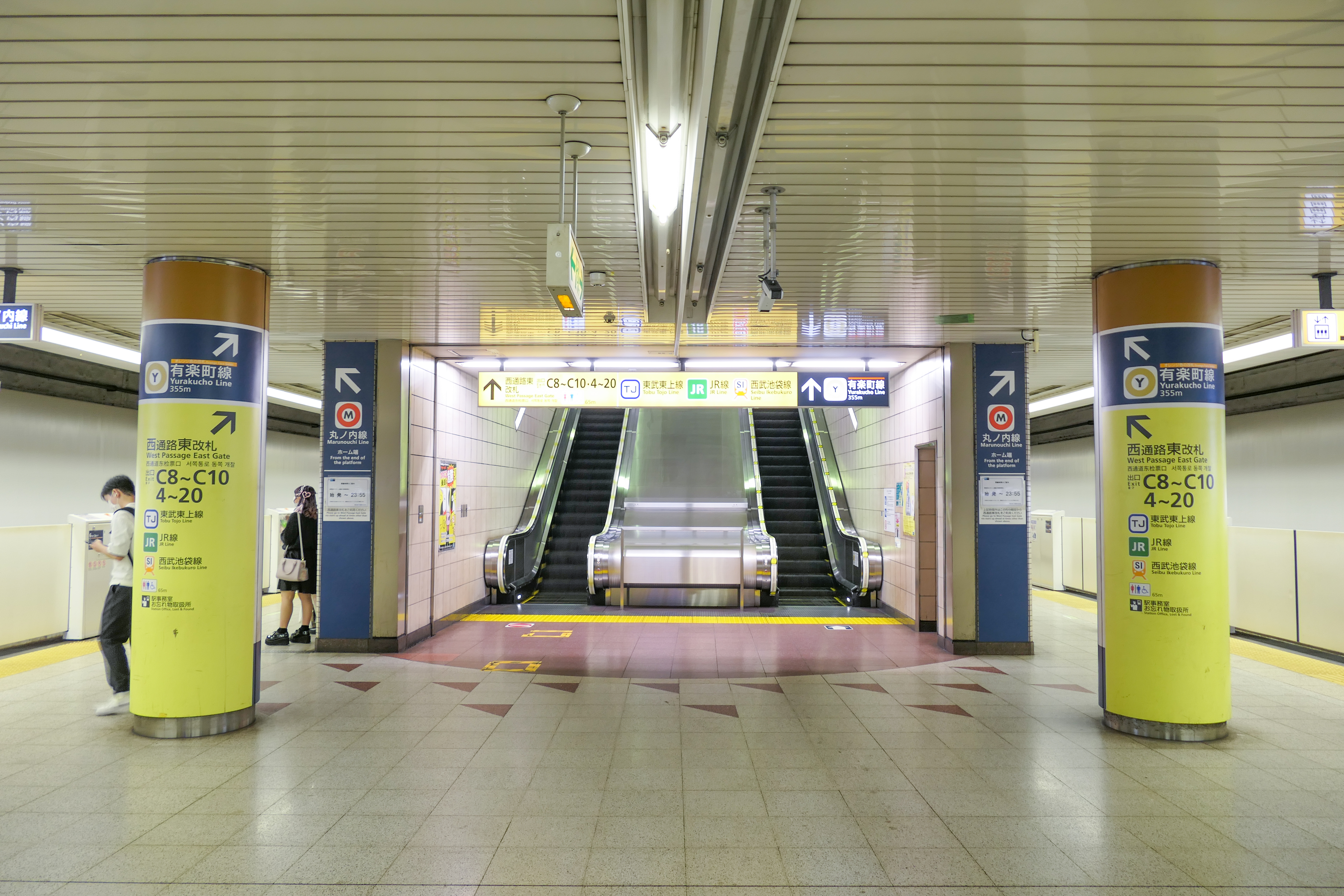
副都心線ホーム（2021年10月）

##### 発車メロディ
副都心線が開業した2008年6月14日から、スイッチ制作の発車メロディを使用している。
曲は5番線が「TOKYO CITY」（塩塚博作曲）、6番線が「Morning station」（谷本貴義作曲）である。

##### 副都心線開業に向けた駅設備更新
開業当初は有楽町線新線の駅として「新線池袋駅」（ただし正式駅名は「池袋駅」）と呼ばれていたが、副都心線開業に伴い旅客案内上の呼称を「新線池袋駅」から「池袋駅」に変更するとともに、下記の通り駅設備を更新した。
- ホームドアの設置（2007年12月に設置、2008年4月1日より稼動）。
- 丸ノ内線との改札内乗り換え通路を新設。
- エスカレーターを増設。
- エレベーターを1か所増設（地下2階 - 丸ノ内線との改札内乗り換え通路）[注釈 16]。なお、開業当初よりエレベーター自体は存在した。
- 自動券売機の増設。併せて、窓口での乗車券取り扱い範囲を拡大。以前の運賃表においては、小竹向原 - 和光市間と東武東上線・西武池袋線の一部区間までに限定していたが、現在では他の駅で使用されている東京メトロ・都営地下鉄全駅の運賃表が掲示されている。

当駅の要町寄りには新線池袋駅として開業した時から渡り線が設置されている。この渡り線は有楽町線新線時代は常時使用していたが、開業後は副都心線と有楽町線・東武東上線・西武池袋線のいずれかでダイヤが大幅に乱れ、池袋 - 渋谷間で折り返し運転を行う時に使用される非常渡り線となっている。2013年3月16日改正から当駅終着列車が設定されたものの、線路容量上の関係で最初の2本は小竹向原 - 千川駅間の中線に回送後、千川始発の列車で営業運転入りする。それ以外は全て小竹向原・和光市方面へ直接回送される。なお、2017年3月25日改正時で、日中時間帯にも新宿三丁目駅折り返しを延伸する形で当駅発着・終着列車が設定された。こちらも客扱い終了後は小竹向原 - 千川駅間の中線へ回送されるが、折り返し後は千川始発ではなく当駅まで回送してから客扱いを行う。

##### ホーム改装の変遷
副都心線開業に向け、ホーム壁面の改装やホームドアの設置などが行われた。ホームドアに関しては2007年12月に設置され、2008年4月1日より稼働を開始した。

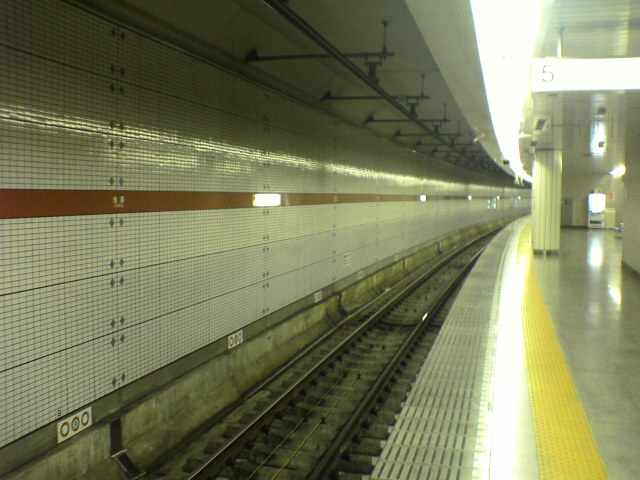
壁面改装前（2005年6月）
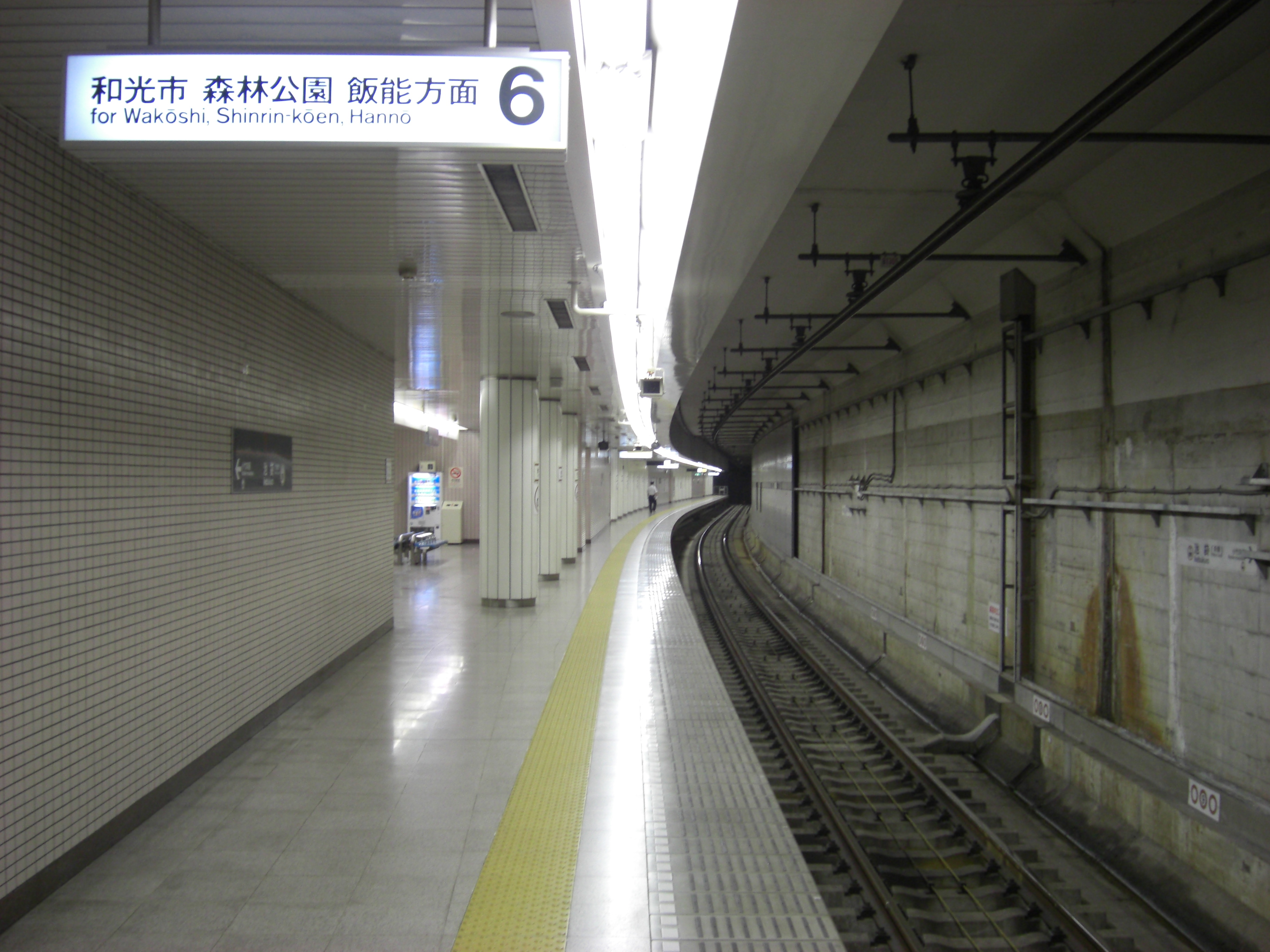
壁面改装中（2007年7月）
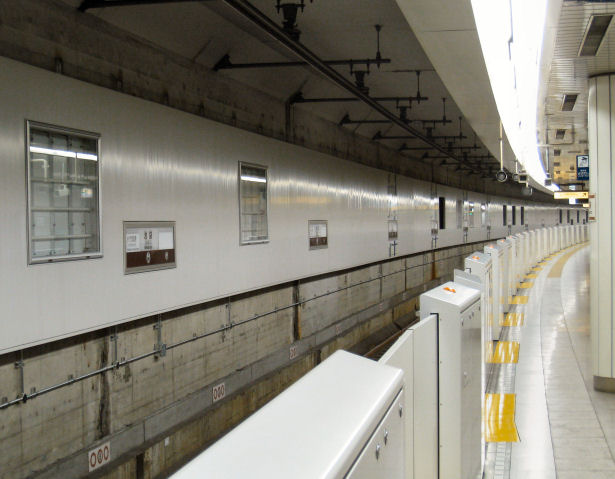
ホームドア設置後・5番線壁面改装後（2008年4月）

## 利用状況
2018年度（平成30年度）の各社合計の乗降人員は約268万人であり、新宿駅、渋谷駅に次ぐ世界第3位の乗降人員である。相互直通運転による通過人員を除いた場合、新宿駅に次ぐ世界第2位の乗降人員である。1992年度（平成4年度）をピークに利用客数が一時減少したものの2015年度（平成27年度）以降増加に転じている。
2008年（平成20年）6月の東京メトロ副都心線開業後は、これまでJR東日本・東武・西武の各社の路線を利用していた乗客の一部が同線に転移したこともあり、3社の乗車人員はJRの約2.6万人減を最大に合計約4.4万人ほど減少した。
- JR東日本 - 2023年度（令和5年度）の1日平均乗車人員は489,933人である[利用客数 1]。
  - 同社の駅では新宿駅に次いで第2位である。
- 東武鉄道 - 2024年度（令和6年度）の1日平均乗降人員は419,499人である[東武 2]。
  - 同社の駅では第1位。最ピーク時は1日平均乗降人員が60万人を越えていたが、副都心線が開業した2008年度（平成20年度）以降は50万人を割り込んだ。
- 西武鉄道 - 2024年度（令和6年度）の1日平均乗降人員は428,121人である[西武 2]。
  - 同社の駅では第1位。最ピーク時は1日平均乗降人員が67万人を越え、私鉄における一路線のターミナル駅として日本最大となる時期もあったが、近年は50万人を割り込んでいる。だが数値上では1980年度（昭和55年度）の101万人が最盛期。
- 東京メトロ - 2024年度（令和6年度）の1日平均乗降人員は518,135人である[メトロ 2]。
  - 同社の駅では第1位だが、この値は東京メトロ線同士の乗換人員を含まない。
    - 東京メトロ線同士の乗換人員を含んだ、2018年度（平成30年度）の路線別1日平均乗降人員は以下の通りである[乗降データ 1]。
      - 丸ノ内線 - 319,854人 - 同線内では第1位。
      - 有楽町線 - 194,305人 - 同線内では小竹向原駅、有楽町駅、豊洲駅に次ぐ第4位。
      - 副都心線 - 158,670人 - 同線内では渋谷駅、小竹向原駅、新宿三丁目駅に次ぐ第4位。

### 年度別1日平均乗降人員
各年度の1日平均乗降人員は下表の通り（JRを除く）。
- 東京メトロの値には、東京メトロ線内の乗換人員を含まない。

| 年度               | 東武鉄道         | 東武鉄道 | 西武鉄道         | 西武鉄道 | 営団 / 東京メトロ | 営団 / 東京メトロ | 備考                               |
| 年度               | 1日平均 乗降人員 | 増加率   | 1日平均 乗降人員 | 増加率   | 1日平均 乗降人員  | 増加率            | 備考                               |
| ------------------ | ---------------- | -------- | ---------------- | -------- | ----------------- | ----------------- | ---------------------------------- |
| 1978年（昭和53年） | 540,308          |          |                  |          |                   |                   |                                    |
| 1994年（平成06年） | 604,039          |          |                  |          |                   |                   |                                    |
| 1997年（平成09年） |                  |          | 613,080          |          |                   |                   | [ 西武 3 ]                         |
| 1998年（平成10年） | 552,575          |          | 565,112          | −7.8%    |                   |                   | [ 西武 3 ]                         |
| 1999年（平成11年） | 543,297          | −1.7%    | 549,471          | −2.8%    | 492,454           |                   | [ 西武 4 ]                         |
| 2000年（平成12年） | 540,167          | −0.6%    | 536,219          | −2.4%    | 485,133           | −1.5%             | [ 西武 4 ]                         |
| 2001年（平成13年） | 536,231          | −0.7%    | 521,596          | −2.7%    | 478,167           | −1.4%             | [ 西武 5 ]                         |
| 2002年（平成14年） | 529,195          | −1.3%    | 512,959          | −1.7%    | 468,785           | −2.0%             | [ 西武 5 ]                         |
| 2003年（平成15年） | 524,684          | −0.9%    | 510,279          | −0.5%    | 463,350           | −1.2%             |                                    |
| 2004年（平成16年） | 517,177          | −1.4%    | 507,657          | −0.5%    | 465,596           | 0.5%              |                                    |
| 2005年（平成17年） | 511,231          | −1.1%    | 511,078          | 0.7%     | 468,526           | 0.6%              |                                    |
| 2006年（平成18年） | 510,972          | −0.1%    | 514,829          | 0.7%     | 491,958           | 5.0%              |                                    |
| 2007年（平成19年） | 519,271          | 1.6%     | 520,164          | 1.0%     | 475,960           | −3.3%             |                                    |
| 2008年（平成20年） | 497,425          | −4.5%    | 504,658          | −3.0%    | 505,540           | 6.2%              |                                    |
| 2009年（平成21年） | 475,941          | −4.3%    | 487,603          | −3.4%    | 482,723           | −4.5%             |                                    |
| 2010年（平成22年） | 467,770          | −1.7%    | 476,989          | −2.2%    | 476,336           | −1.3%             |                                    |
| 2011年（平成23年） | 464,908          | −0.6%    | 472,022          | −1.0%    | 470,284           | −1.3%             |                                    |
| 2012年（平成24年） | 471,990          | 1.5%     | 479,467          | 1.6%     | 483,952           | 2.9%              |                                    |
| 2013年（平成25年） | 476,756          | 1.0%     | 484,446          | 1.0%     | 523,834           | 8.2%              |                                    |
| 2014年（平成26年） | 472,132          | −1.0%    | 478,545          | −1.2%    | 529,698           | 1.1%              |                                    |
| 2015年（平成27年） | 477,834          | 1.2%     | 483,407          | 1.0%     | 548,839           | 3.6%              |                                    |
| 2016年（平成28年） | 479,869          | 0.4%     | 484,951          | 0.3%     | 557,043           | 1.5%              |                                    |
| 2017年（平成29年） | 482,214          | 0.5%     | 489,006          | 0.8%     | 568,316           | 2.0%              |                                    |
| 2018年（平成30年） | 482,804          | 0.1%     | 490,259          | 0.3%     | 575,043           | 1.2%              |                                    |
| 2019年（令和元年） | 476,276          | −1.4%    | 484,665          | −1.1%    | 567,703           | −1.3%             |                                    |
| 2020年（令和02年） | 330,544          | −30.6%   | 334,791          | −30.9%   | 376,997           | −33.6%            |                                    |
| 2021年（令和03年） | 351,651          | 6.4%     | 355,767          | 6.3%     | 403,964           | 7.2%              | [ 東武 3 ]                         |
| 2022年（令和04年） | 388,238          | 10.4%    | 397,892          | 11.8%    | 461,392           | 14.2%             | [ 東武 4 ]                         |
| 2023年（令和05年） | 408,382          | 5.2%     | 419,228          | 5.4%     | 500,694           | 8.5%              | [ 東武 1 ] [ 西武 1 ] [ メトロ 1 ] |
| 2024年（令和06年） | 419,499          | 2.7%     | 428,121          | 2.1%     | 518,135           | 3.5%              | [ 東武 2 ] [ 西武 2 ] [ メトロ 2 ] |

### 年度別1日平均乗車人員（1903年 - 1935年）
各年度の1日平均乗車人員は下表の通り。
| 年度               | 日本鉄道 / 国鉄 | 東上鉄道 / 東武鉄道 | 武蔵野鉄道 | 出典          |
| ------------------ | --------------- | ------------------- | ---------- | ------------- |
| 1903年（明治36年） | 75              | 未開業              | 未開業     | [ 府統計 1 ]  |
| 1904年（明治37年） | 87              | 未開業              | 未開業     | [ 府統計 2 ]  |
| 1905年（明治38年） | 93              | 未開業              | 未開業     | [ 府統計 3 ]  |
| 1907年（明治40年） | 134             | 未開業              | 未開業     | [ 府統計 4 ]  |
| 1908年（明治41年） | 154             | 未開業              | 未開業     | [ 府統計 5 ]  |
| 1909年（明治42年） | 242             | 未開業              | 未開業     | [ 府統計 6 ]  |
| 1911年（明治44年） | 579             | 未開業              | 未開業     | [ 府統計 7 ]  |
| 1912年（大正元年） | 820             | 未開業              | 未開業     | [ 府統計 8 ]  |
| 1913年（大正02年） | 1,074           | 未開業              | 未開業     | [ 府統計 9 ]  |
| 1914年（大正03年） | 1,318           | [ 備考 2 ]          | 未開業     | [ 府統計 10 ] |
| 1915年（大正04年） | 1,491           |                     | [ 備考 3 ] | [ 府統計 11 ] |
| 1916年（大正05年） | 1,787           |                     | 145        | [ 府統計 12 ] |
| 1919年（大正08年） | 3,688           |                     | 438        | [ 府統計 13 ] |
| 1920年（大正09年） | 5,627           | 764                 | 912        | [ 府統計 14 ] |
| 1922年（大正11年） | 11,265          |                     | 1,463      | [ 府統計 15 ] |
| 1923年（大正12年） | 15,155          | 495                 | 2,031      | [ 府統計 16 ] |
| 1924年（大正13年） | 18,169          | 1,346               | 2,777      | [ 府統計 17 ] |
| 1925年（大正14年） | 19,261          | 949                 | 4,836      | [ 府統計 18 ] |
| 1926年（昭和元年） | 21,809          | 1,007               | 7,165      | [ 府統計 19 ] |
| 1927年（昭和02年） | 24,457          | 577                 | 9,693      | [ 府統計 20 ] |
| 1928年（昭和03年） | 27,767          | 594                 | 10,213     | [ 府統計 21 ] |
| 1929年（昭和04年） | 29,448          | 756                 | 13,318     | [ 府統計 22 ] |
| 1930年（昭和05年） | 28,963          | 788                 | 11,499     | [ 府統計 23 ] |
| 1931年（昭和06年） | 28,706          | 770                 | 10,997     | [ 府統計 24 ] |
| 1932年（昭和07年） | 29,560          | 882                 | 7,850      | [ 府統計 25 ] |
| 1933年（昭和08年） | 28,980          | 1,081               | 10,640     | [ 府統計 26 ] |
| 1934年（昭和09年） | 30,389          | 1,209               | 10,636     | [ 府統計 27 ] |
| 1935年（昭和10年） | 31,576          | 1,367               | 11,175     | [ 府統計 28 ] |

### 年度別1日平均乗車人員（1953年 - 2000年）
| 年度               | 国鉄 / JR東日本 | 営団     | 営団     | 東武鉄道 | 西武鉄道 | 出典                   |
| 年度               | 国鉄 / JR東日本 | 丸ノ内線 | 有楽町線 | 東武鉄道 | 西武鉄道 | 出典                   |
| ------------------ | --------------- | -------- | -------- | -------- | -------- | ---------------------- |
| 1953年（昭和28年） | 80,812          |          | 未開業   |          |          | [ 都統計 1 ]           |
| 1954年（昭和29年） | 124,308         |          | 未開業   |          |          | [ 都統計 2 ]           |
| 1955年（昭和30年） | 94,325          |          | 未開業   |          |          | [ 都統計 3 ]           |
| 1956年（昭和31年） | 175,384         | 42,134   | 未開業   | 81,251   | 88,430   | [ 都統計 4 ]           |
| 1957年（昭和32年） | 194,962         | 59,768   | 未開業   | 90,904   | 100,428  | [ 都統計 5 ]           |
| 1958年（昭和33年） | 208,294         | 76,999   | 未開業   | 99,182   | 111,751  | [ 都統計 6 ]           |
| 1959年（昭和34年） | 225,184         | 86,446   | 未開業   | 111,094  | 124,226  | [ 都統計 7 ]           |
| 1960年（昭和35年） | 245,613         | 87,373   | 未開業   | 122,103  | 137,881  | [ 都統計 8 ]           |
| 1961年（昭和36年） | 254,026         | 103,782  | 未開業   | 141,191  | 154,556  | [ 都統計 9 ]           |
| 1962年（昭和37年） | 279,027         | 118,962  | 未開業   | 156,319  | 170,439  | [ 都統計 10 ]          |
| 1963年（昭和38年） | 341,128         | 129,980  | 未開業   | 169,613  | 186,481  | [ 都統計 11 ]          |
| 1964年（昭和39年） | 384,326         | 137,101  | 未開業   | 185,329  | 201,658  | [ 都統計 12 ]          |
| 1965年（昭和40年） | 397,250         | 150,941  | 未開業   | 198,792  | 213,351  | [ 都統計 13 ]          |
| 1966年（昭和41年） | 410,049         | 159,961  | 未開業   | 205,912  | 220,280  | [ 都統計 14 ]          |
| 1967年（昭和42年） | 422,310         | 167,592  | 未開業   | 216,215  | 230,633  | [ 都統計 15 ]          |
| 1968年（昭和43年） | 433,422         | 178,974  | 未開業   | 224,561  | 237,658  | [ 都統計 16 ]          |
| 1969年（昭和44年） | 409,048         | 186,337  | 未開業   |          | 247,401  | [ 都統計 17 ]          |
| 1970年（昭和45年） | 422,573         | 190,844  | 未開業   | 235,756  | 255,068  | [ 都統計 18 ]          |
| 1971年（昭和46年） | 434,615         | 193,044  | 未開業   | 241,311  | 258,981  | [ 都統計 19 ]          |
| 1972年（昭和47年） | 447,515         | 191,123  | 未開業   | 248,877  | 267,258  | [ 都統計 20 ]          |
| 1973年（昭和48年） | 446,770         | 183,233  | 未開業   | 254,819  | 272,195  | [ 都統計 21 ]          |
| 1974年（昭和49年） | 462,959         | 180,879  | 45,948   | 263,852  | 280,329  | [ 都統計 22 ]          |
| 1975年（昭和50年） | 446,402         | 170,038  | 62,923   | 264,246  | 284,918  | [ 都統計 23 ]          |
| 1976年（昭和51年） | 455,362         | 166,362  | 70,986   | 264,230  | 291,973  | [ 都統計 24 ]          |
| 1977年（昭和52年） | 435,885         | 166,959  | 77,756   | 217,841  | 296,507  | [ 都統計 25 ]          |
| 1978年（昭和53年） | 461,751         | 158,893  | 78,008   | 270,153  | 297,899  | [ 都統計 26 ]          |
| 1979年（昭和54年） | 457,816         | 160,055  | 79,678   | 270,175  | 296,415  | [ 都統計 27 ]          |
| 1980年（昭和55年） | 441,877         | 161,896  | 84,753   | 274,386  | 508,025  | [ 都統計 28 ]          |
| 1981年（昭和56年） | 451,301         | 165,912  | 88,786   | 278,359  | 297,416  | [ 都統計 29 ]          |
| 1982年（昭和57年） | 456,753         | 167,562  | 91,507   | 281,792  | 303,299  | [ 都統計 30 ]          |
| 1983年（昭和58年） | 457,536         | 160,396  | 101,008  | 271,473  | 296,492  | [ 都統計 31 ]          |
| 1984年（昭和59年） | 470,784         | 156,800  | 108,545  | 265,600  | 293,408  | [ 都統計 32 ]          |
| 1985年（昭和60年） | 482,049         | 157,345  | 113,493  | 269,647  | 298,184  | [ 都統計 33 ]          |
| 1986年（昭和61年） | 489,353         | 161,156  | 118,742  | 275,847  | 306,995  | [ 都統計 34 ]          |
| 1987年（昭和62年） | 515,773         | 162,030  | 120,891  | 280,473  | 312,669  | [ 都統計 35 ]          |
| 1988年（昭和63年） | 551,033         | 164,049  | 127,249  | 285,805  | 323,058  | [ 都統計 36 ]          |
| 1989年（平成元年） | 569,129         | 164,230  | 133,214  | 288,290  | 325,260  | [ 都統計 37 ]          |
| 1990年（平成02年） | 590,479         | 164,293  | 137,644  | 295,510  | 331,975  | [ 都統計 38 ]          |
| 1991年（平成03年） | 606,779         | 165,098  | 138,282  | 306,230  | 339,445  | [ 都統計 39 ]          |
| 1992年（平成04年） | 605,830         | 164,370  | 140,907  | 307,732  | 342,625  | [ 都統計 40 ]          |
| 1993年（平成05年） | 610,759         | 161,698  | 139,367  | 304,800  | 337,570  | [ 都統計 41 ]          |
| 1994年（平成06年） | 610,523         | 158,904  | 138,022  | 303,271  | 330,290  | [ 都統計 42 ]          |
| 1995年（平成07年） | 607,235         | 153,932  | 135,573  | 301,880  | 320,571  | [ 都統計 43 ]          |
| 1996年（平成08年） | 609,679         | 150,652  | 131,986  | 296,200  | 317,800  | [ 都統計 44 ]          |
| 1997年（平成09年） | 598,426         | 144,589  | 131,734  | 290,964  | 308,277  | [ 都統計 45 ]          |
| 1998年（平成10年） | 576,989         | 140,208  | 118,121  | 279,232  | 283,907  | [ 都統計 46 ]          |
| 1999年（平成11年） | 574,243         | 115,530  | 111,478  | 274,697  | 276,164  | [ JR 2 ] [ 都統計 47 ] |
| 2000年（平成12年） | 570,255         | 132,551  | 111,137  | 272,403  | 269,712  | [ JR 3 ] [ 都統計 48 ] |

### 注意事項
1. ↑  「原武史（2009）探究この世界 2009年 6-7月（NHK知る楽/月）」には、1966年度の1日平均乗車人員は410,067人と記載されているが、ここでは東京都統計年鑑の資料を基に記載した。

参考資料・書籍
- 1日平均乗車人員 410,049人（1966年度）。出典:1966年度（昭和41年度）東京都統計年鑑 (PDF) 。掲載場所:6ページ目。資料元：日本国有鉄道関東支社審査統計。年間の乗車人員数 149,667,760を365で割った数値。
- 1日平均乗車人員 410,067人（1966年度）。出典:原武史（2009）探究この世界 2009年 6-7月（NHK知る楽/月）。出版元：日本放送出版協会。掲載場所：122ページ目

### 年度別1日平均乗車人員（2001年以降）
| 年度               | JR東日本 | 営団 / 東京メトロ | 営団 / 東京メトロ | 営団 / 東京メトロ | 東武鉄道 | 西武鉄道 | 出典                    |
| 年度               | JR東日本 | 丸ノ内線          | 有楽町線          | 副都心線          | 東武鉄道 | 西武鉄道 | 出典                    |
| ------------------ | -------- | ----------------- | ----------------- | ----------------- | -------- | -------- | ----------------------- |
| 2001年（平成13年） | 563,911  | 130,803           | 109,863           | 未開業            | 270,307  | 262,175  | [ JR 4 ] [ 都統計 49 ]  |
| 2002年（平成14年） | 566,071  | 129,973           | 116,171           | 未開業            | 266,850  | 257,774  | [ JR 5 ] [ 都統計 50 ]  |
| 2003年（平成15年） | 565,940  | 129,068           | 104,585           | 未開業            | 264,260  | 256,013  | [ JR 6 ] [ 都統計 51 ]  |
| 2004年（平成16年） | 560,734  | 128,400           | 103,103           | 未開業            | 260,371  | 254,674  | [ JR 7 ] [ 都統計 52 ]  |
| 2005年（平成17年） | 564,669  | 128,718           | 103,843           | 未開業            | 257,397  | 256,263  | [ JR 8 ] [ 都統計 53 ]  |
| 2006年（平成18年） | 570,650  | 129,471           | 106,176           | 未開業            | 257,291  | 258,114  | [ JR 9 ] [ 都統計 54 ]  |
| 2007年（平成19年） | 589,837  | 131,128           | 111,896           | 未開業            | 260,695  | 261,164  | [ JR 10 ] [ 都統計 55 ] |
| 2008年（平成20年） | 563,412  | 122,422           | 90,164            | 36,852            | 249,474  | 254,021  | [ JR 11 ] [ 都統計 56 ] |
| 2009年（平成21年） | 548,249  | 119,290           | 80,400            | 37,632            | 238,391  | 245,730  | [ JR 12 ] [ 都統計 57 ] |
| 2010年（平成22年） | 544,222  | 116,532           | 77,805            | 39,710            | 234,334  | 240,615  | [ JR 13 ] [ 都統計 58 ] |
| 2011年（平成23年） | 544,762  | 115,251           | 76,254            | 39,931            | 233,192  | 238,573  | [ JR 14 ] [ 都統計 59 ] |
| 2012年（平成24年） | 550,756  | 118,362           | 77,521            | 42,010            | 236,703  | 242,238  | [ JR 15 ] [ 都統計 60 ] |
| 2013年（平成25年） | 550,350  | 126,561           | 81,508            | 49,785            | 238,961  | 244,402  | [ JR 16 ] [ 都統計 61 ] |
| 2014年（平成26年） | 549,503  | 127,822           | 82,029            | 50,991            | 236,737  | 241,573  | [ JR 17 ] [ 都統計 62 ] |
| 2015年（平成27年） | 556,780  | 131,811           | 84,891            | 52,962            | 239,683  | 244,273  | [ JR 18 ] [ 都統計 63 ] |
| 2016年（平成28年） | 559,920  | 133,805           | 85,721            | 53,995            | 239,921  | 244,972  | [ JR 19 ] [ 都統計 64 ] |
| 2017年（平成29年） | 566,516  | 136,452           | 87,236            | 55,175            | 241,151  | 247,058  | [ JR 20 ] [ 都統計 65 ] |
| 2018年（平成30年） | 566,994  | 137,729           | 88,329            | 56,068            | 241,521  | 247,767  | [ JR 21 ] [ 都統計 66 ] |
| 2019年（令和元年） | 558,623  | 137,541           | 87,120            | 54,063            | 245,027  | 238,254  | [ JR 22 ] [ 都統計 67 ] |
| 2020年（令和02年） | 376,350  | 89,762            | 58,819            | 36,953            | 165,145  | 169,088  | [ JR 23 ] [ 都統計 68 ] |
| 2021年（令和03年） | 407,490  | 96,449            | 62,107            | 40,030            | 175,882  | 179,934  | [ JR 24 ] [ 都統計 69 ] |
| 2022年（令和04年） | 458,791  |                   |                   |                   | 194,606  |          | [ JR 25 ] [ 東武 4 ]    |
| 2023年（令和05年） | 489,933  |                   |                   |                   | 205,174  |          | [ JR 1 ] [ 東武 1 ]     |
| 2024年（令和06年） |          |                   |                   |                   | 210,813  |          | [ 東武 2 ]              |

### 備考
1. ↑  1903年4月1日開業。
2. ↑  1914年5月1日開業。
3. ↑  1915年4月15日開業。
4. ↑  1974年10月30日開業。開業日から1975年3月31日までの計153日間を集計したデータ。
5. ↑  2008年6月14日開業。開業日から翌年3月31日までの計291日間を集計したデータ。

## 駅周辺

### 東口（中央・北）・サンシャイン口周辺
東口はデパートや百貨店、電器店、大型繁華街への玄関的立ち位置となる。東口（中央）は西武管轄（旧称：西武東口）、東口（北）はJR東日本管轄となっている。東口を囲む駅ビルはPARCO。ロータリー、バス乗り場、タクシー乗り場がある。
明治通りが東口駅前を南北に走っている。
東口とは別にサンシャイン口（東京メトロ管轄の出入口：34番・35番など）が存在し、サンシャインシティやhareza池袋のほか、サンシャイン通り方面へのアクセスに適している。

#### 公共施設
- 豊島区役所 - としまエコミューゼタウンの低層部に移転
- 東京建物 Brillia HALL
- 池袋保健所
- 豊島区区民センター（コア・いけぶくろ） - 上に同じ
- 豊島区生活産業プラザ - 上に同じ
- 中池袋公園 - 再開発事業により整備中。

#### 学校
- 帝京平成大学（池袋キャンパス）
- 東京福祉大学（池袋キャンパス・本館）
- 豊島岡女子学園中学校・高等学校

#### 病院
- 池袋病院

#### 観光名所
- 乙女ロード
- としまエコミューゼタウン
- アウルタワー
- ライズシティ池袋

#### 郵便局、銀行
- 豊島郵便局
  - ゆうちょ銀行豊島店
- 池袋駅前郵便局（豊島区役所向かい）
- 池袋サンシャイン通郵便局
- みずほ銀行池袋支店
- 三菱UFJ銀行池袋支店
- 東京信用金庫本店
- 第四北越銀行池袋支店

#### ホテル
- ダイワロイネットホテル池袋東口 - 2021年3月26日より、駅ナカシェアオフィス「STATION WORK」の提携を開始（事前予約制）[50][報道 23]

#### 東口周辺の主な大型商業施設
- 池袋P'PARCO（別館）
- ビックカメラ
  - 池袋本店
  - 池袋本店カメラ＆パソコン館・ソフマップ池袋本店パソコン館
  - 池袋SELECT
- ヤマダデンキ
  - LABI1 LIFE SELECT 池袋 - 2009年5月6日に閉店した池袋三越の建物を賃借・改装して同年10月30日に開店。日本最大級の売り場面積を有する家電量販店。2021年12月11日に日本総本店池袋より店舗名変更。
  - YAMADA池袋2号館 - 2009年10月12日に閉店したLABI池袋の建物を改装して、同年11月6日に開店。
- アニメイト池袋本店
- ユニクロ池袋サンシャイン60通り店
- ジーユー池袋東口店 - 2010年2月22日に閉店したキンカ堂池袋店の建物を改装して、2011年4月29日に開店。
- 新文芸座

#### サンシャインシティ周辺の主な大型商業施設
- サンシャインシティ
  - サンシャイン60
  - スカイサーカス サンシャイン60展望台
  - サンシャイン水族館
  - サンシャインシティプリンスホテル - 2021年1月5日より、駅ナカシェアオフィス「STATION WORK」の提携を開始（事前予約制）[51]
  - alpa
    - サンシャイン60内郵便局

  - ワールドインポートマートビル
    - ナムコ・ナンジャタウン
    - サンシャイン水族館
    - コニカミノルタプラネタリウム満天 in Sunshine City
    - サンシャインシティ・アルタ
    - 東京都旅券課 池袋分室（パスポート申請・受理）

  - 文化会館
    - サンシャイン劇場
    - 古代オリエント博物館
- 東池袋中央公園
- 東池袋出入口（首都高速5号池袋線）
- 西友 サンシャイン店
- WACCA IKEBUKURO
- ニトリ 池袋サンシャイン60通り店 - 元東急ハンズ池袋店（2021年10月31日閉店）跡地に2022年11月18日オープン。

#### 店舗など
- ヒューマックスパビリオン
  - 東池袋店
  - 池袋サンシャイン60通り店
    - 池袋HUMAXシネマズ
- ABCマート池袋店・池袋サンシャイン60通り店・池袋ANNEX店

#### 駅
- 東池袋駅 - 有楽町線
- 東池袋四丁目停留場 - 都電荒川線

### 東口（南）（旧称：西武口）
西武口との名があった通り、西武池袋線の改札が近くに存在する。西武口を囲む駅ビルはヨドバシHD池袋ビル。

#### 東池袋・南池袋
- 東京音楽大学
- 東京音楽大学付属高等学校
- 南池袋公園（2016年4月リニューアルオープン）
- 池袋グリーン通郵便局
- 三菱UFJ銀行池袋東口支店
- 三井住友銀行池袋東口支店
- りそな銀行池袋支店
- ヨドバシHD池袋ビル・西武池袋本店（ヨドバシホールディングス / ヨドバシ建物・そごう・西武 旧西武百貨店池袋本店） - 中央改札・南改札直結
  - 池袋ロフト
  - 無印良品 池袋西武
  - 三省堂書店池袋本店
  - そごう・西武本社
- 池袋PARCO（旧：丸物百貨店） - 中央改札直結
- アンティ・アンズ 池袋東口店
- ドン・キホーテ 池袋東口駅前店
- 池袋ショッピングパーク (ISP) - 東口駅前広場の地下街
- ヒューマックスパビリオン 南池袋店
- 西武高速バス池袋チケットセンター
- ジュンク堂書店 池袋本店

### 西口（中央・南）
西口は東武東上線、東京メトロ副都心線・丸ノ内線の乗り場が最も近く、東武百貨店に囲まれている。ロータリー、バス乗り場、タクシー乗り場がある。西口（中央）はJR東日本管轄・東武管轄の出入口が共にあり、西口（南）は東武管轄となっている。地下では、西口の地上改札付近からさらに西に東京メトロ管轄の西通路が延び、立教大学付近まで続いている。

#### 西池袋
- 警視庁池袋警察署
- 東京消防庁第五消防方面本部・池袋消防署
  - 池袋防災館
- 東京都水道局豊島営業所
- 東京都豊島都税事務所
- 豊島区立勤労福祉会館
  - 豊島区立郷土資料館
  - 豊島区区民ひろば西池袋
  - 豊島区男女平等推進センター
- 学校法人立教学院
  - 立教大学
  - 立教小学校
  - 立教池袋中学校・高等学校
  - 立教学院内郵便局
- すいどーばた美術学院
- 東京芸術劇場
- 池袋西口公園 - 通称・池袋ウエストゲートパーク、作家・石田衣良の同名小説が原作となり、TBSでドラマ『池袋ウエストゲートパーク』が放送された。
  - 池袋西口公園野外劇場
- 西池袋公園
- びっくりガード - 北側にある池袋大橋と並び駅の東西を結ぶ。歩道も整備。
- 自由学園明日館・講堂（フランク・ロイド・ライト、遠藤新設計の国重要文化財）
- 江戸川乱歩居宅
- 西池袋郵便局
- みずほ銀行池袋西口支店
- 三菱UFJ銀行西池袋支店・池袋西口支店（劇場通り）
- 三井住友銀行池袋支店（西口五差路正面）
- 大光銀行東京支店
- ホテルメトロポリタン池袋 - 2020年12月10日より、駅ナカシェアオフィス「STATION WORK」の提携を開始（事前予約制）[報道 24]
- 東武百貨店本店（池袋東武） - 北改札・中央改札・南改札直結
  - 旭屋書店池袋店
- 東武ホープセンター（池袋西口地下街）
- 東武ストア 西池袋店（2011年3月26日オープン[報道 25]）
- エソラ池袋
- ロサ会館（アミューズメントセンター）
  - シネマ・ロサ（映画館）
  - LIVE INN ROSA（ライブハウス）
- 東武鉄道東上営業支社
- びゅうプラザ池袋駅（池袋駅構内、みどりの窓口と一体化）
- マルイシティ池袋
- キュラーズ北池袋店
- ビックカメラ池袋西口店（旧・丸井池袋スポーツ館、池袋北口店からの移転）
- 池袋演芸場
- 極東会本部（的屋系の指定暴力団の本部）
- エースコック東京支店
- 東京都道441号池袋谷原線（要町通り）

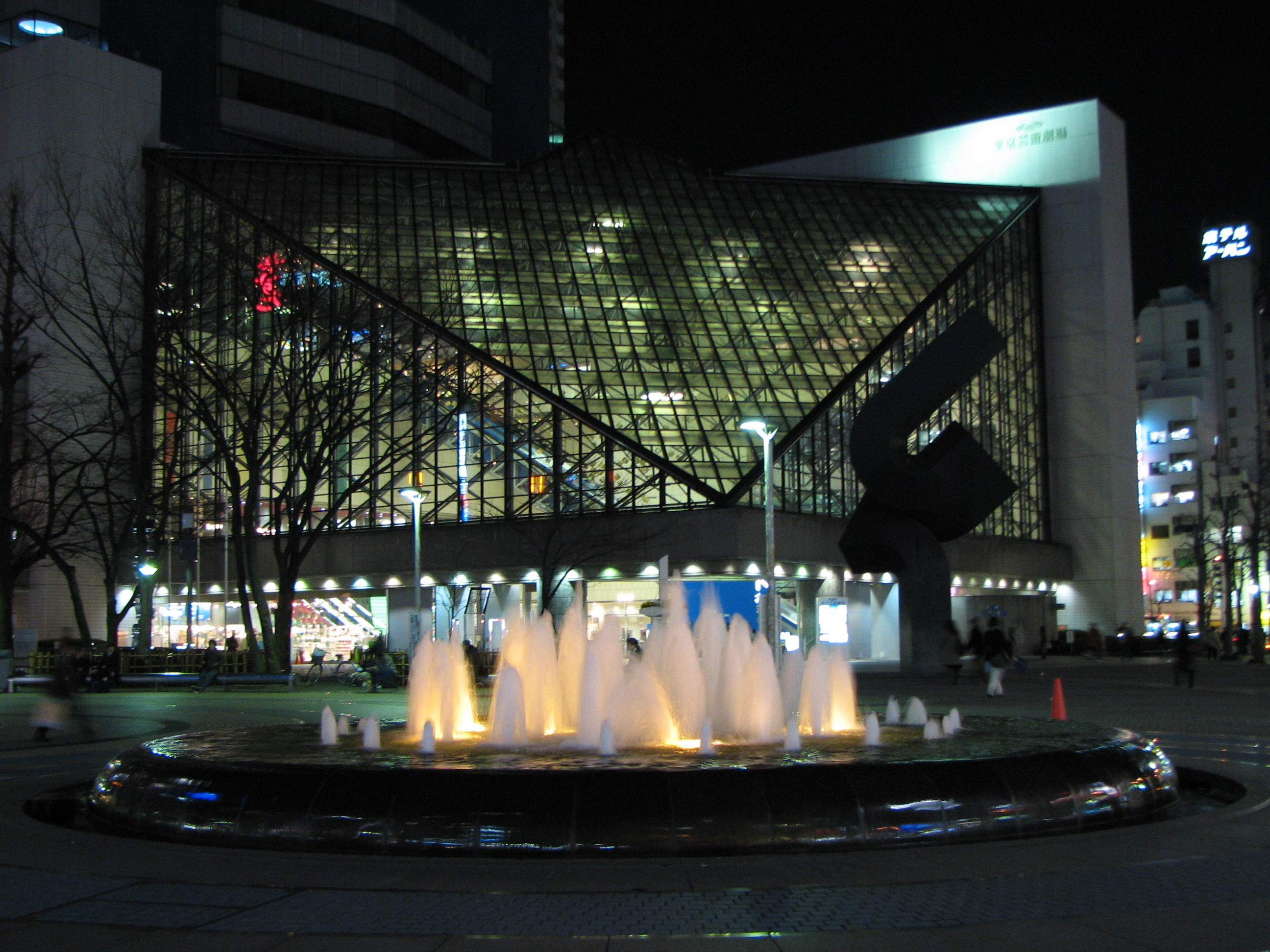
池袋西口公園（2007年3月8日）

### 西口（北）
西口（北）（旧北口）は東武東上線、JR北改札を出て北西側（進行方向左側）に位置する。東武管轄となっている。
出口のすぐ目の前には中国系の店がおよそ200店舗点在し、ミニ中華街が形成されている。また、西口の繁華街とも隣接しているため、飲食店も数多く存在する。北口の出入口は地下街や鉄道各線の改札口へとつながっている。

#### 西池袋・池袋・上池袋
- 豊島清掃工場 - 池袋マンモスプール跡地
- 健康プラザとしま
  - 豊島区池袋スポーツセンター
  - 豊島健康診査センター
  - 豊島区上池袋コミュニティセンター
- 長汐病院
- 池袋郵便局
- アパホテル〈池袋駅北口〉
- 東横INN池袋北口1・池袋北口2
- 知音本店（大手中華物販店）
- 池袋陽光城（中華食材店、インターネットルームなど）
- 池袋大橋（自動車専用跨線橋）
  - 池袋人道パークブリッジ（歩行者専用跨線橋）
- 雑司が谷隧道 - 通称「WE ROAD」「ウイ・ロード」、東西池袋をつなぐ連絡通路。

#### 池袋・池袋本町
- 東京法務局豊島出張所
- 豊島学院高等学校
- 昭和鉄道高等学校
- 東京交通短期大学
- アブアブ赤札堂池袋店

### 西武南口・メトロポリタン口
西武南口は1番ホーム南端に、JRメトロポリタン口はホーム南端連絡橋の上に改札があるが、ともに営業時間が限られている。乗り換えには不便であるため、地元住民や南池袋への通勤・通学客の利用が多い。

#### 南池袋
- 日本年金機構 池袋年金事務所
- 東京福祉大学（池袋キャンパス 8・9号館）
- 南池袋郵便局
- メトロポリタンプラザビル - メトロポリタン口直結。高層階は会社オフィスとして使用。
  - ルミネ池袋店（東武百貨店隣） - メトロポリタン口・南改札直結。メトロポリタンプラザとして営業していたが、2010年4月1日に改称。
    - 野村証券 池袋支店
    - シネ・リーブル池袋（映画館）
- ジュンク堂書店 池袋本店
- ダイヤゲート池袋（西武ホールディングス本社）
- アディダスパフォーマンスセンター 池袋店
- ビームスストリート
- 全国FC加盟店協会
- JRメトロポリタン口
- 西武南口（西武線内の忘れ物取り扱い所がある）

### 名所
- いけふくろう - 東口北通路にある梟を模した石像で、待ち合わせ場所として活用されている。2006年には隣に3羽の子ふくろうの石像が設置された。

## バス路線

### 路線バス

#### 東口バスのりば
バス集積地点としての「池袋駅東口」は、グリーン大通りと明治通りとの駅前ロータリーおよび「東池袋交叉点」との間、明治通りバイパスに設置されている。そのため、バスのルートによっては「池袋駅東口」バス停を出発後に「池袋駅東口（10番のりば）」バス停に停車する路線もある（逆の池袋駅東口行きは経由しない）。なお、このバス停はかつて池袋三越の名前を取って「池袋駅東口（三越前）」という名称だったが、三越の閉店を受けて2010年4月に現行名称となった。なお、3番のりばは高速バスの降車専用であるため、欠番扱いとなっている。
| のりば | 運行事業者     | 系統・行先                                                                    | 備考                                                              |
| ------ | -------------- | ----------------------------------------------------------------------------- | ----------------------------------------------------------------- |
| 1      | 西武バス       | 宿20：新宿駅西口                                                              | - 平日朝のみ運行 - 停留所名は「西武百貨店前（池袋駅東口）」       |
| 1      | 都営バス       | 池86：池袋サンシャインシティ                                                  | 「池86」の池袋駅東口止まりは4番のりばに到着                       |
| 2      | 都営バス       | 池65：江古田二丁目・練馬車庫前                                                | - 練馬車庫前行きは本数少 - 到着は1番のりば                        |
| 4      | 都営バス       | 池86：渋谷駅東口（循環）・新宿伊勢丹前・早稲田                                | 早稲田行は本数少                                                  |
| 5      | 都営バス       | - 都02乙：東京ドームシティ・一ツ橋 - 草63-2：東池袋一丁目                     | - 「都02乙」の一ツ橋行は平日朝のみ運行 - 「草63-2」は平日のみ運行 |
| 6      | 都営バス       | - 王40甲：西新井駅前・北車庫前・豊島五丁目団地・江北四丁目 - 王55：新田一丁目 | 「王40甲」の北車庫前行は本数少                                    |
| 7      | 都営バス       | 草64：浅草雷門南                                                              |                                                                   |
| 8      | 国際興業バス   | - 光02：光が丘駅 - 池55：小茂根五丁目                                         |                                                                   |
| 9      | 国際興業バス   | - 赤51：赤羽駅西口 - 赤97：赤羽車庫                                           |                                                                   |
| 10     | 都営バス       | 6・7番のりばから発車する全路線                                                |                                                                   |
| 11     | 都営バス       | 上60：上野公園                                                                | 本数少                                                            |
| 12     | 都営バス       | 草63・草63-2：とげぬき地蔵前                                                  | 「草63-2」は平日のみ運行                                          |
| 13     | 都営バス       | 草63：浅草寿町                                                                |                                                                   |
| －     | WILLER EXPRESS | IKEBUS Aルート：Hareza池袋・サンシャインシティ・豊島区役所方面                |                                                                   |

#### 西口バスのりば
東京芸術劇場・池袋西口公園に併設されているバスターミナルに発着する。IKEBUS Bルートの停留所は雑司が谷隧道（ウイ・ロード）付近に「池袋駅西口（北）」、タクシープール付近に「池袋駅西口（中央）」がそれぞれ設置されている。
| 乗り場 | 運行事業者                | 系統・行先                                                                                 | 備考 |
| ------ | ------------------------- | ------------------------------------------------------------------------------------------ | ---- |
| 1      | 国際興業バス              | - 池02：熊野町循環 - 池04：中丸町循環 - 池82・池84：池袋車庫                               |      |
| 2      | 国際興業バス              | - 池03：要町循環 - 池83：池袋車庫 - ミッドナイトアロー朝霞台・新座：新座駅南口             |      |
| 3      | - 関東バス - 国際興業バス | 池11：中野駅北口                                                                           |      |
| 3      | 国際興業バス              | ミッドナイトアロー成増・朝霞台：朝霞台駅                                                   |      |
| 4      | 国際興業バス              | - 池05：日大病院 - ミッドナイトアロー浦和・大宮：大宮駅東口                                |      |
| 5      | 国際興業バス              | - 池01：日大病院（直行） - 池20：高島平操車場 - ミッドナイトアロー南浦和・東浦和：東浦和駅 |      |
| 6      | 国際興業バス              | - 池21：高島平駅 - ミッドナイトアロー高島平・中浦和：中浦和駅                              |      |
| 7      | 国際興業バス              | - 池07：江古田二又 / サンシャインシティ南 - 貸切：ホテル椿山荘東京                         |      |
| 7      | 東武バスウエスト          | ミッドナイトアロー川越：本川越駅                                                           |      |
| 8      | 国際興業バス              | - 池80：池袋車庫 - ミッドナイトアロー光が丘・和光市：和光市駅南口                          |      |

### 長距離・高速バス

#### 東口のりば
西武バス関連の路線は、グリーン大通りの東口五叉路付近（ジーユー池袋東口店前）の「西武高速バスのりば」から発車する（降車場は西武池袋本店前）。国際興業関連の路線は、明治通りバイパスのヤマダ電機（旧三越）付近から発着している。
| 運行事業者                                         | 系統・行先                                                         | 備考                 |
| -------------------------------------------------- | ------------------------------------------------------------------ | -------------------- |
| - 西武バス - 新潟交通 - 越後交通                   | 長岡・新潟線：長岡・新潟                                           |                      |
| - 西武バス - 越後交通 - 頸城自動車                 | 上越線：直江津                                                     |                      |
| - 西武バス - 富山地方鉄道                          | 富山・高岡・氷見線：富山・砺波・高岡・氷見行き                     |                      |
| - 西武観光バス - 東急トランセ - 富山地方鉄道       | 東京・渋谷・新宿・池袋～立山（室堂）線：立山（室堂）行き           | ※夏季期間運行        |
| 西武バス                                           | Midnight S-tarmine：小手指駅北口                                   |                      |
| - 西武観光バス - フジエクスプレス                  | 河口湖線：富士急ハイランド・河口湖駅・富士山駅                     |                      |
| - 西武観光バス - 三重交通 - 三交伊勢志摩交通       | 鳥羽線：四日市・津市・伊勢市・鳥羽                                 |                      |
| - 西武観光バス - 三重交通                          | 南紀勝浦線：大台町・尾鷲・熊野・新宮・南紀勝浦                     |                      |
| - 西武観光バス - 明光バス                          | ホワイトビーチシャトル（南紀白浜線）：海南・みなべ・田辺・南紀白浜 |                      |
| 西武観光バス                                       | 苗場ホワイトスノーシャトル：苗場プリンスホテル                     | 期間限定運行         |
| - 西武観光バス - 西武バス - 千曲バス               | 千曲線：軽井沢・小諸 / 上田・別所温泉 / 軽井沢・佐久・臼田         |                      |
| 三重交通                                           | いが号：四日市・亀山・伊賀上野・名張                               |                      |
| - アルピコ交通 - 長電バス                          | 長野線：長野・須坂                                                 |                      |
| - 京王バス - アルピコ交通                          | 池袋・新宿・渋谷 - 大阪梅田線：大阪梅田・USJ                       |                      |
| 小湊鉄道                                           | 直通：三井アウトレットパーク 木更津                                |                      |
| 桜交通                                             | 南相馬・相馬                                                       |                      |
| - 国際興業バス - 十和田観光電鉄                    | シリウス号：八戸駅・八戸市中心街・十和田市・七戸十和田駅           |                      |
| - 国際興業バス - 岩手県交通 - ジェイアールバス東北 | ドリーム盛岡 (らくちん) 号：盛岡駅                                 |                      |
| 日本中央バス                                       | 藤岡・高崎・前橋                                                   |                      |
| 東京空港交通                                       | 早朝便：羽田空港                                                   | 通常便は西口から出発 |

JRバス系の栃木・東北路線の高速バスでは上り便（バスタ新宿行）のみ当駅東口で降車扱いをするものがあり、明治通りのビックカメラ本店パソコン館付近に停車する。
- マロニエ新宿号（ジェイアールバス関東）
- 那須・塩原号（ジェイアールバス関東・関東自動車）
- 夢街道会津号（ジェイアールバス関東・会津乗合自動車）
- あぶくま号（ジェイアールバス東北・福島交通）
- 仙台 - 首都圏線（ジェイアールバス東北）
- ドリーム山形／米沢・新宿号（JRバス東北）

#### 西口のりば
国際興業バス関連の路線は、東京芸術劇場前（7番乗り場）から発着する。
| 運行事業者                                                | 系統・行先                                                            | 備考                                         |
| --------------------------------------------------------- | --------------------------------------------------------------------- | -------------------------------------------- |
| - 国際興業バス - 庄内交通                                 | 夕陽号：鶴岡・酒田                                                    |                                              |
| - 国際興業バス - 岩手県交通                               | 遠野・釜石号：山田                                                    |                                              |
| 国際興業バス                                              | 御殿場プレミアム・アウトレット号：御殿場プレミアム・アウトレット      |                                              |
| - 国際興業バス - 京成バス - 京成トランジットバス          | 武蔵浦和・池袋 - 東京ディズニーリゾート線                             |                                              |
| - 国際興業バス - 京成バス - WILLER EXPRESS - 東京空港交通 | 成田シャトル池袋線：成田空港                                          |                                              |
| 岩手県交通                                                | - けせんライナー：釜石・大槌駅 - イーハトーブ号：北上・花巻・紫波中央 |                                              |
| - 国際興業バス - 秋北バス                                 | ジュピター号：能代                                                    | 国際興業バスでは多客期における増発時のみ担当 |
| 近鉄バス                                                  | サテライト号：京都・大阪・USJ                                         |                                              |
| - 東京空港交通 - 国際興業バス                             | リムジンバス：羽田空港                                                | 要町通り上の91番のりばから発着               |
| WILLER EXPRESS                                            | WILLER EXPRESS：名古屋 / 京都・大阪                                   | 池袋西口公園前の4番のりばから発車            |
| 平成エンタープライズ                                      | VIPライナー：大阪                                                     | 池袋西口公園前の4番のりばから発車            |
| - 東京バス - 大阪バス                                     | 東京特急ニュースター号：大阪                                          | 池袋西口公園前の4番のりばから発車            |

## 付記
- 西武鉄道では2010年4月1日から練馬駅 - 当駅経由のPASMO通勤定期券で西武池袋駅発着列車と東京メトロ有楽町線・副都心線直通列車の両方を利用できる特殊連絡定期券「だぶるーと」を販売しており、東武鉄道でも2011年3月12日から和光市駅 - 当駅経由のPASMO通勤定期券で東武池袋駅発着列車と東京メトロ有楽町線・副都心線直通列車の両方を利用できる二区間定期券「二東流」を販売している。
- JR改札の外側にある北通路・中央通路・南通路を結ぶ通路は、東側北がチェリーロード、東側南がアゼリアロード、西側北がアップルロード、西側南がオレンジロードと名付けられている。
- 当駅では、東武東上線・東武百貨店は東口ではなく「西口」に、西武線・西武池袋本店は西口ではなく「東口」にある（ビックカメラのCMソングでも「東が西武で西東武」と歌われている[注釈 17]）。
- 西口では東武百貨店・三菱地所らが中心の再開発計画があり、2023年度以降に現在の東武百貨店池袋店や西口公園、ビックカメラ池袋西口店などを含む一帯のビルを解体した上で、3棟の超高層ビルとバスターミナルを建設する方針が明らかにされている[新聞 7]。
- 新線池袋駅は、当時営団で最新の路線だった南北線と共通する要素が存在していた。
  - 南北線の一部の駅に設置している「ふれあいコーナー」が設置されていた。
  - 有楽町線新線は、13号線（現在の副都心線）を構成する区間の一部を先行開業したものである。13号線が本格開業するまでの間、有楽町線の補助線および急行線として暫定的に営業していたことから、運行本数は少なめに抑えられていた。

## 隣の駅
※東日本旅客鉄道（JR東日本）の特急列車の隣の停車駅は各列車記事を参照のこと。
東日本旅客鉄道（JR東日本）
 山手線
目白駅 (JY 14) - 池袋駅 (JY 13) - 大塚駅 (JY 12)
 埼京線
■通勤快速・■快速・■各駅停車
新宿駅 (JA 11) - 池袋駅 (JA 12) - 板橋駅 (JA 13)
 湘南新宿ライン
- 特急「スペーシア日光」「きぬがわ」「あかぎ」停車駅、特急「踊り子」発着駅（臨時のみ）

■特別快速・■快速・■普通
新宿駅 (JS 20) - 池袋駅 (JS 21) - 赤羽駅 (JS 22)
東武鉄道
 東上本線

■TJライナー
池袋駅 (TJ 01) - ふじみ野駅 (TJ 18)
■川越特急
池袋駅 (TJ 01) - 朝霞台駅 (TJ 13)
■快速急行
池袋駅 (TJ 01) - 和光市駅 (TJ 11)
■急行
池袋駅 (TJ 01) - 成増駅 (TJ 10)
■準急
池袋駅 (TJ 01) - 上板橋駅 (TJ 07)
□普通
池袋駅 (TJ 01) - 北池袋駅 (TJ 02)
西武鉄道
 池袋線（豊島線直通を含む）
- ■特急「ちちぶ」「むさし」「ドーム」発着駅 

■快速急行・■急行・■通勤急行（快速急行・通勤急行は上り到着列車のみ）
池袋駅 (SI01) - 石神井公園駅 (SI10)
■快速・■通勤準急・■準急（通勤準急は上り到着列車のみ）
池袋駅 (SI01) - 練馬駅 (SI06)
■各駅停車
池袋駅 (SI01) - 椎名町駅 (SI02)
1953年までは椎名町駅との間に上り屋敷駅が設置されていた。
東京地下鉄（東京メトロ）
 丸ノ内線
新大塚駅 (M 24) - 池袋駅 (M 25)
 有楽町線
□S-TRAIN
通過
■各駅停車
要町駅 (Y 08) - 池袋駅 (Y 09) - 東池袋駅 (Y 10)
 副都心線

- □S-TRAIN停車駅（降車のみ）

■急行・■通勤急行
小竹向原駅 (F 06) - 池袋駅 (F 09) - 新宿三丁目駅 (F 13)
■各駅停車
要町駅 (F 08) - 池袋駅 (F 09) - 雑司が谷駅 (F 10)